# Élections municipales de 2020 dans le Rhône et la métropole de Lyon
Ne doit pas être confondu avec Élections municipales de 2020 à Lyon ou Élections métropolitaines de 2020 dans la métropole de Lyon.
Les élections municipales de 2020 dans le Rhône et la métropole de Lyon ont eu lieu les 15 mars et 28 juin 2020. Le second tour, initialement prévu le 22 mars a été reporté en raison de la pandémie de Covid-19 en France.
Les informations suivantes concernent les seules communes de plus de 3 500 habitants situées dans le département du Rhône ainsi que pour la métropole de Lyon. Cette dernière élira en parallèle son conseil métropolitain, au travers des élections métropolitaines de 2020.
Pour les tableaux des communes de la métropole de Lyon, la colonne CC (conseillers communautaires) n'est pas présente, étant donné que les conseillers de la métropole sont élus par les citoyens à travers un scrutin à part et organisé en 14 circonscriptions électorales.

## Maires sortants et maires élus
Le scrutin est marqué par quelques changements surprises dans le Rhône et la métropole de Lyon. EELV fait la plus grosse progression en remportant ses premières villes, tandis que la droite conserve tous ses gains de 2014. Lyon est largement remportée par EELV au détriment de la liste de Gérard Collomb, maire depuis 2001 et soutenu par La République en marche. La droite se maintient pour sa part dans les deuxième et sixième arrondissements. Le candidat EELV l'emporte de justesse à Givors face à la sortante communiste, tandis que Saint-Fons et Neuville-sur-Saône passent à gauche. À l'inverse, Bron voit la victoire de justesse du candidat Les Républicains Jérémy Bréaud, après une alliance au second tour avec la liste conduite par le candidat centriste François-Xavier Pénicaud. Enfin, plusieurs villes sont gagnées ou conservées par les centristes à Belleville-en-Beaujolais, Sathonay-Camp, Champagne-au-Mont-d'Or, Lentilly, Charbonnières-les-Bains ou encore Marcy-l'Étoile.
| Commune                    | Population (dernière pop. légale). | Maire sortant           | Parti | Parti | Maire élu               | Parti | Parti  |
| -------------------------- | ---------------------------------- | ----------------------- | ----- | ----- | ----------------------- | ----- | ------ |
| Lyon                       | 520 774 (2022)                     | Gérard Collomb          |       | LREM  | Grégory Doucet          |       | EÉLV   |
| Villeurbanne               | 162 207 (2022)                     | Jean-Paul Bret          |       | PS    | Cédric Van Styvendael   |       | PS     |
| Vénissieux                 | 66 701 (2022)                      | Michèle Picard          |       | PCF   | Michèle Picard          |       | PCF    |
| Vaulx-en-Velin             | 52 448 (2022)                      | Hélène Geoffroy         |       | PS    | Hélène Geoffroy         |       | PS     |
| Saint-Priest               | 49 193 (2022)                      | Gilles Gascon           |       | LR    | Gilles Gascon           |       | LR     |
| Caluire-et-Cuire           | 43 479 (2022)                      | Philippe Cochet         |       | LR    | Philippe Cochet         |       | LR     |
| Bron                       | 42 850 (2022)                      | Jean-Michel Longueval   |       | PS    | Jérémy Bréaud           |       | LR     |
| Villefranche-sur-Saône     | 36 224 (2022)                      | Thomas Ravier           |       | UDI   | Thomas Ravier           |       | UDI    |
| Meyzieu                    | 36 437 (2022)                      | Christophe Quiniou      |       | LR    | Christophe Quiniou      |       | LR     |
| Rillieux-la-Pape           | 31 479 (2022)                      | Alexandre Vincendet     |       | LR    | Alexandre Vincendet     |       | LR     |
| Décines-Charpieu           | 29 905 (2022)                      | Laurence Fautra         |       | LR    | Laurence Fautra         |       | LR     |
| Oullins                    | 27 113 (2021)                      | Clotilde Pouzergue      |       | LR    | Clotilde Pouzergue      |       | LR     |
| Tassin-la-Demi-Lune        | 22 819 (2022)                      | Pascal Charmot          |       | LR    | Pascal Charmot          |       | LR     |
| Sainte-Foy-lès-Lyon        | 21 893 (2022)                      | Véronique Sarselli      |       | LR    | Véronique Sarselli      |       | LR     |
| Saint-Genis-Laval          | 21 329 (2022)                      | Roland Crimier          |       | LREM  | Marylène Millet         |       | UDI-LC |
| Givors                     | 20 943 (2022)                      | Christiane Charnay      |       | PCF   | Mohamed Boudjellaba     |       | EÉLV   |
| Saint-Fons                 | 19 549 (2022)                      | Nathalie Frier          |       | DVD   | Christian Duchêne       |       | DVG    |
| Écully                     | 18 019 (2022)                      | Yves-Marie Uhlrich      |       | UDI   | Sébastien Michel        |       | LR     |
| Francheville               | 15 664 (2022)                      | Michel Rantonnet        |       | LR    | Michel Rantonnet        |       | LR     |
| Mions                      | 13 716 (2022)                      | Claude Cohen            |       | LR    | Claude Cohen            |       | LR     |
| Genas                      | 13 446 (2022)                      | Daniel Valéro           |       | LR    | Daniel Valéro           |       | LR     |
| Brignais                   | 12 330 (2022)                      | Paul Minssieux          |       | DVD   | Serge Berard            |       | DVD    |
| Corbas                     | 11 196 (2022)                      | Jean-Claude Talbot      |       | PS    | Alain Viollet           |       | DVG    |
| Craponne                   | 12 170 (2022)                      | Alain Galliano          |       | DVD   | Sandrine Chadier        |       | DVD    |
| Tarare                     | 10 881 (2022)                      | Bruno Peylachon         |       | LR    | Bruno Peylachon         |       | LR     |
| Pierre-Bénite              | 10 515 (2021)                      | Jérôme Moroge           |       | LR    | Jérome Moroge           |       | LR     |
| Chassieu                   | 11 214 (2022)                      | Jean-Jacques Sellès     |       | LR    | Jean-Jacques Sellès     |       | LR     |
| Feyzin                     | 9 727 (2022)                       | Murielle Laurent        |       | PS    | Murielle Laurent        |       | PS     |
| Grigny                     | 9 941 (2022)                       | Xavier Odo              |       | LR    | Xavier Odo              |       | LR     |
| Dardilly                   | 8 980 (2022)                       | Rose-France Fournillon  |       | DVD   | Rose-France Fournillon  |       | DVD    |
| Irigny                     | 8 909 (2022)                       | Jean-Luc da Passano     |       | LREM  | Blandine Freyer         |       | DVC    |
| Chaponost                  | 9 217 (2022)                       | Damien Combet           |       | DVD   | Damien Combet           |       | DVD    |
| Belleville-en-Beaujolais   | 13 767 (2022)                      | Bernard Fialaire        |       | MR    | Frédéric Pronchery      |       | DVC    |
| Gleizé                     | 7 824 (2022)                       | Ghislain de Longevialle |       | LR    | Ghislain de Longevialle |       | LR     |
| Neuville-sur-Saône         | 7 807 (2022)                       | Valérie Glatard         |       | DVD   | Eric Bellot             |       | DVG    |
| Anse                       | 8 139 (2022)                       | Daniel Pomeret          |       | MR    | Daniel Pomeret          |       | MR     |
| Fontaines-sur-Saône        | 7 005 (2022)                       | Thierry Pouzol          |       | DVD   | Thierry Pouzol          |       | DVD    |
| Saint-Bonnet-de-Mure       | 6 988 (2022)                       | Jean-Pierre Jourdain    |       | UDI   | Jean-Pierre Jourdain    |       | UDI    |
| Saint-Didier-au-Mont-d'Or  | 7 405 (2022)                       | Denis Bousson           |       | DVD   | Marie-Hélène Mathieu    |       | DVD    |
| L'Arbresle                 | 6 469 (2022)                       | Pierre-Jean Zannettacci |       | PS    | Pierre-Jean Zannettacci |       | PS     |
| La Mulatière               | 6 554 (2022)                       | Guy Barret              |       | LR    | Véronique Déchamps      |       | LR     |
| Brindas                    | 6 718 (2022)                       | Frédéric Jean           |       | DVD   | Frédéric Jean           |       | DVD    |
| Thizy-les-Bourgs           | 5 794 (2022)                       | Martin Sotton           |       | MoDem | Martin Sotton           |       | MoDem  |
| Sathonay-Camp              | 7 039 (2022)                       | Pierre Abadie           |       | DVD   | Damien Monnier          |       | DVC    |
| Jonage                     | 6 109 (2022)                       | Lucien Barge            |       | LR    | Lucien Barge            |       | LR     |
| Mornant                    | 6 261 (2022)                       | Renaud Pfeffer          |       | LR    | Renaud Pfeffer          |       | LR     |
| Saint-Symphorien-d'Ozon    | 6 076 (2022)                       | Pierre Ballesio         |       | LR    | Pierre Ballesio         |       | LR     |
| Grézieu-la-Varenne         | 6 284 (2022)                       | Bernard Romier          |       | LR    | Bernard Romier          |       | LR     |
| Champagne-au-Mont-d'Or     | 6 124 (2022)                       | Bernard Dejean          |       | DVD   | Véronique Gazan         |       | DVC    |
| Vaugneray                  | 6 198 (2022)                       | Daniel Jullien          |       | UDI   | Daniel Jullien          |       | UDI    |
| Saint-Cyr-au-Mont-d'Or     | 6 113 (2022)                       | Marc Grivel             |       | DVD   | Patrick Guillot         |       | DVD    |
| Lentilly                   | 6 541 (2022)                       | Nicole Vagnier          |       | LR    | Nathalie Sorin          |       | DVC    |
| Genay                      | 5 632 (2022)                       | Valérie Giraud          |       | DVG   | Valérie Giraud          |       | DVG    |
| Ternay                     | 5 582 (2022)                       | Jean-Jacques Brun       |       | LR    | Mattia Scotti           |       | DIV    |
| Saint-Laurent-de-Mure      | 5 651 (2022)                       | Christiane Guicherd     |       | LR    | Patrick Fiorini         |       | DVD    |
| Vindry-sur-Turdine         | 5 283 (2022)                       | Jacques Nové            |       | DVD   | Christian Pradel        |       | DVD    |
| Amplepuis                  | 4 858 (2022)                       | René Pontet             |       | DVD   | René Pontet             |       | DVD    |
| Charbonnières-les-Bains    | 5 272 (2022)                       | Gérald Eymard           |       | DVD   | Gérald Eymard           |       | DVD    |
| Saint-Genis-les-Ollières   | 5 370 (2022)                       | Didier Cretenet         |       | DVD   | Didier Cretenet         |       | DVD    |
| Vernaison                  | 5 175 (2022)                       | André Vaganay           |       | UDI   | Julien Vuillemard       |       | LR     |
| Limas                      | 4 749 (2022)                       | Michel Thien            |       | LR    | Michel Thien            |       | LR     |
| Charly                     | 4 670 (2022)                       | Claude Vial             |       | DIV   | Olivier Araujo          |       | LR     |
| Saint-Pierre-de-Chandieu   | 4 588 (2022)                       | Raphaël Ibanez          |       | DVD   | Raphaël Ibanez          |       | DVD    |
| Cours                      | 4 329 (2022)                       | Michel Lachize          |       | DVD   | Patrice Verchère        |       | LR     |
| Soucieu-en-Jarrest         | 4 652 (2022)                       | Bernard Chatain         |       | DIV   | Arnaud Savoie           |       | DVC    |
| Saint-Georges-de-Reneins   | 4 533 (2022)                       | Patrick Baghdassarian   |       | DVD   | Patrick Baghdassarian   |       | DVD    |
| Millery                    | 4 323 (2022)                       | Françoise Gauquelin     |       | DVD   | Françoise Gauquelin     |       | DVD    |
| Chaponnay                  | 4 519 (2022)                       | Raymond Durand          |       | UDI   | Raymond Durand          |       | UDI    |
| Communay                   | 4 524 (2022)                       | Jean-Philippe Choné     |       | DIV   | Jean-Philippe Choné     |       | DIV    |
| Chabanière                 | 4 274 (2022)                       | Grégory Rousset         |       | DVD   | Rodolphe Rambaud        |       | DVD    |
| Chazay-d'Azergues          | 4 270 (2022)                       | Alain Martinet          |       | LR    | Pascale Bay             |       | DVD    |
| Pusignan                   | 4 145 (2022)                       | Gilbert Marboeuf        |       | DVD   | Pierre Grossat          |       | DVD    |
| La Tour-de-Salvagny        | 4 460 (2022)                       | Gérard Pillon           |       | DVD   | Gérard Pillon           |       | DVD    |
| Collonges-au-Mont-d'Or     | 4 604 (2022)                       | Alain Germain           |       | DVD   | Alain Germain           |       | DVD    |
| Val d'Oingt                | 4 143 (2022)                       | Paul Périgeat           |       | DVD   | Pascal Terrier          |       | DVG    |
| Beauvallon                 | 4 198 (2022)                       | Yves Gougne             |       | DVD   | Yves Gougne             |       | DVD    |
| Condrieu                   | 3 945 (2022)                       | Thérèse Corompt         |       | PS    | Philippe Mation         |       | DVD    |
| Marcy-l'Étoile             | 3 711 (2022)                       | Joël Piegay             |       | DVD   | Loïc Commun             |       | DVC    |
| Porte des Pierres Dorées   | 4 079 (2022)                       | Jean-Paul Gasquet       |       | DVD   | Jean-Paul Gasquet       |       | DVD    |
| Limonest                   | 3 933 (2022)                       | Max Vincent             |       | UDI   | Max Vincent             |       | UDI    |
| Saint-Symphorien-sur-Coise | 3 749 (2022)                       | Jérôme Banino           |       | DVD   | Jérôme Banino           |       | DVD    |
| Arnas                      | 4 408 (2022)                       | Michel Romanet-Chancrin |       | UDI   | Michel Romanet-Chancrin |       | UDI    |

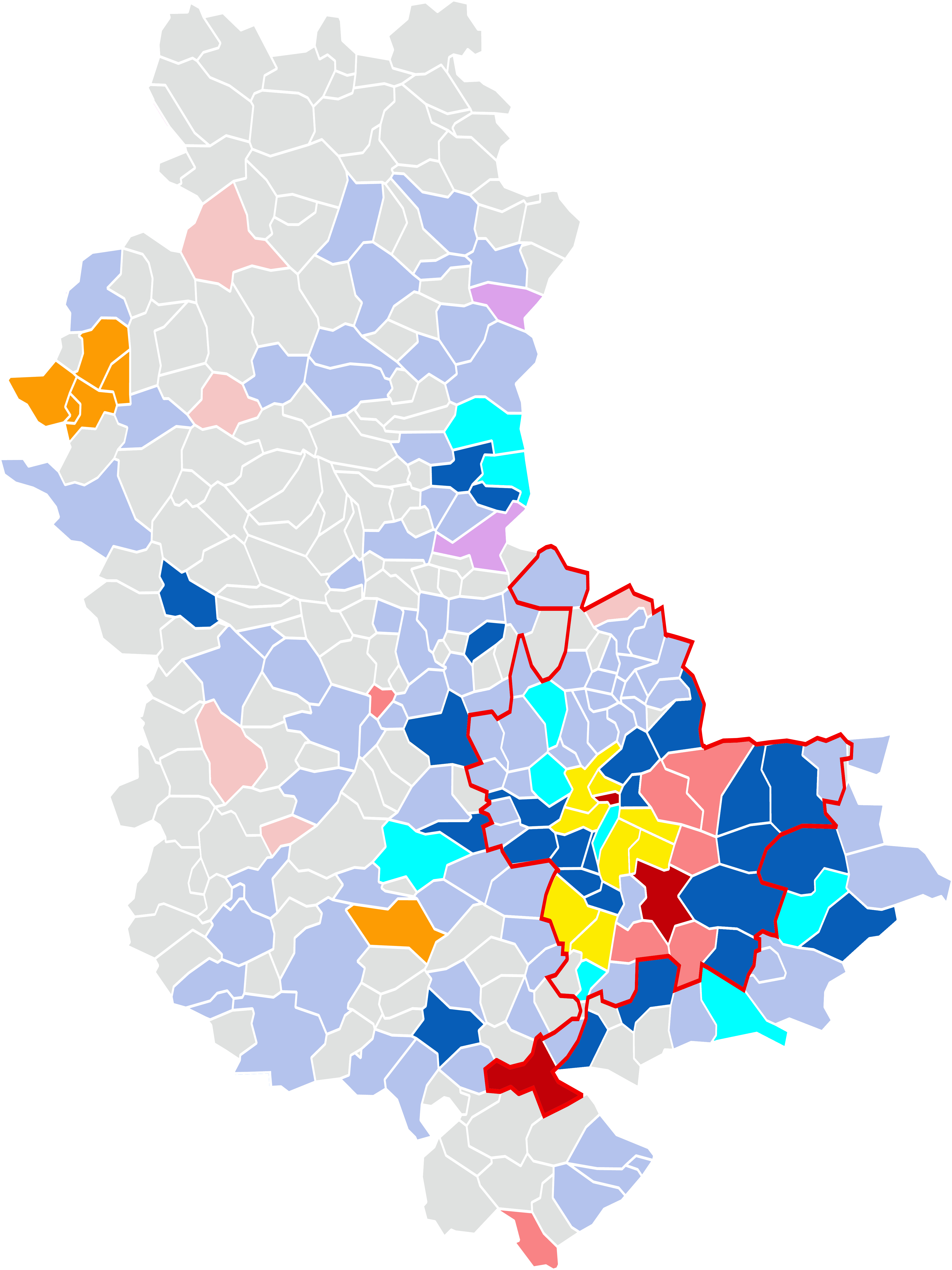
Couleur politique des maires sortants entre 2014 et 2020.
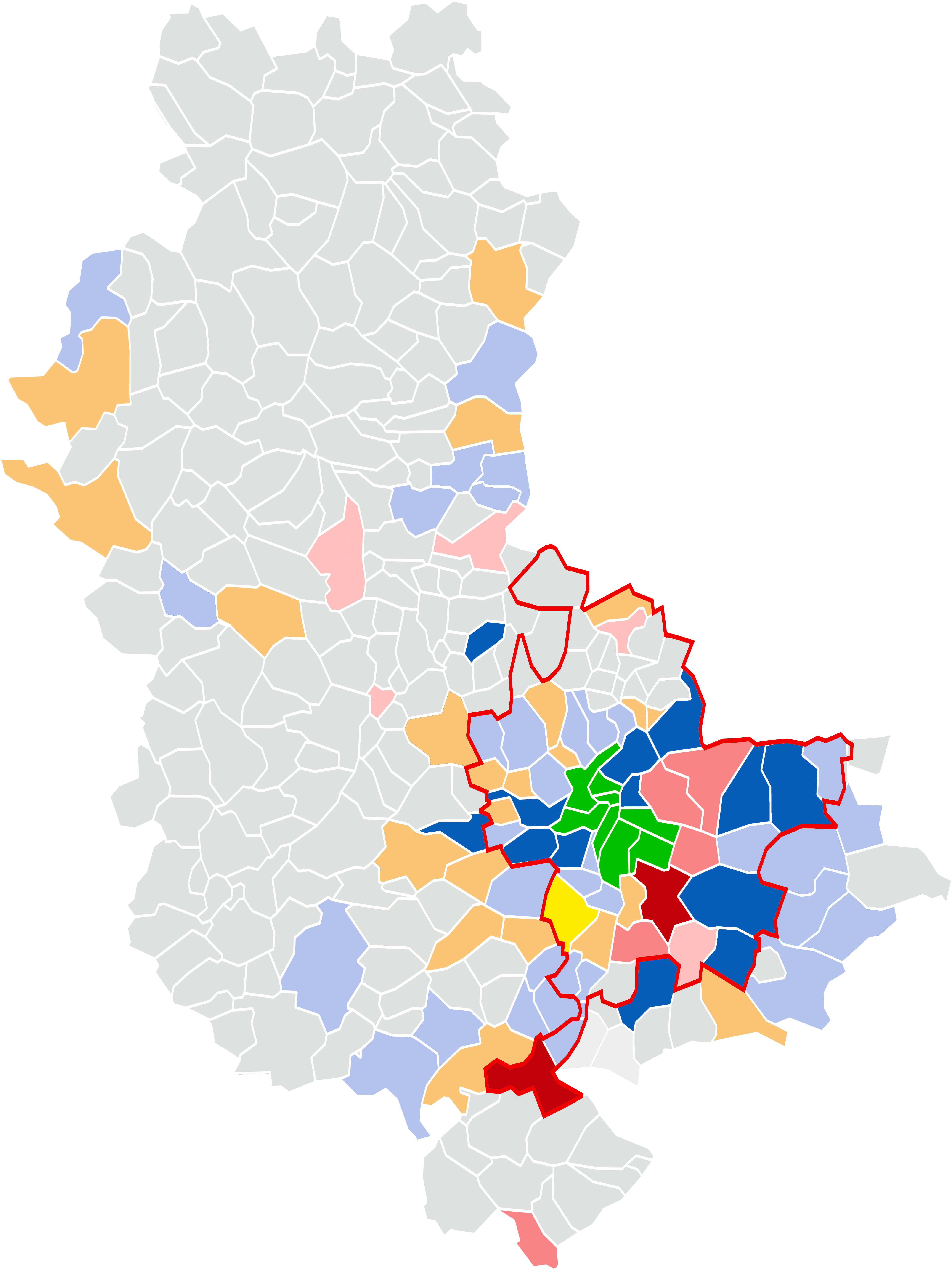
Couleur des listes arrivées en tête au premier tour.

### Résultats en nombre de maires
| Partis       | Partis                               | Maires sortants | Maires élus | Évolution     |
| ------------ | ------------------------------------ | --------------- | ----------- | ------------- |
|              | Divers gauche                        | 1               | 5           | 4             |
|              | Parti socialiste                     | 7               | 4           | 3             |
|              | Parti communiste français            | 2               | 1           | 1             |
|              | Europe Écologie Les Verts            | 0               | 2           | 2             |
| Total gauche | Total gauche                         | 10              | 12          | 2             |
|              | La République en marche              | 3               | 0           | 3             |
|              | Union des démocrates et indépendants | 8               | 5           | 3             |
|              | Mouvement radical                    | 2               | 1           | 1             |
|              | Mouvement démocrate                  | 1               | 1           | en stagnation |
|              | Divers centre                        | 0               | 9           | 9             |
| Total centre | Total centre                         | 14              | 16          | 2             |
|              | Divers droite                        | 29              | 32          | 3             |
|              | Les Républicains                     | 25              | 20          | 5             |
| Total droite | Total droite                         | 54              | 52          | 2             |
|              | Sans étiquette                       | 4               | 2           | 2             |
| Total        | Total                                | 82              | 82          |               |

## Résultats dans les communes de plus de3 500 habitants

### Amplepuis
- Maire sortant : Réné Pontet (DVD)
- 27 sièges à pourvoir au conseil municipal (population légale : 4 858 (2022))

|                          | René Pontet              | DVD                      | 885   | 61,33 | 22 | 5 |  |  |
|                          | Daniel Dumontet          | DVG                      | 558   | 38,66 | 5  | 1 |  |  |
|                          |                          |                          |       |       |    |   |  |  |
| Votes valides            | Votes valides            | Votes valides            | 1 443 | 89,07 |    |   |  |  |
| Votes blancs             | Votes blancs             | Votes blancs             | 34    | 2,10  |    |   |  |  |
| Votes nuls               | Votes nuls               | Votes nuls               | 143   | 8,83  |    |   |  |  |
| Total                    | Total                    | Total                    | 1 620 | 100   | 27 | 6 |  |  |
| Abstention               | Abstention               | Abstention               | 1 842 | 53,21 |    |   |  |  |
| Inscrits / participation | Inscrits / participation | Inscrits / participation | 3 462 | 46,79 |    |   |  |  |

### Anse
- Maire sortant : Daniel Pomeret (Mouvement radical)
- 29 sièges à pourvoir au conseil municipal (population légale : 8 139 (2022))

|                | Daniel Pomeret | MRSL           | 1 158 | 100,00 | 29 | 8 |  |  |
|                |                |                |       |        |    |   |  |  |
| Inscrits       | Inscrits       | Inscrits       | 4 606 | 100,00 |    |   |  |  |
| Abstentions    | Abstentions    | Abstentions    | 3 321 | 72,10  |    |   |  |  |
| Votants        | Votants        | Votants        | 1 285 | 27,90  |    |   |  |  |
| Blancs et nuls | Blancs et nuls | Blancs et nuls | 127   | 9,89   |    |   |  |  |
| Exprimés       | Exprimés       | Exprimés       | 1 158 | 90,12  |    |   |  |  |

### Arnas
- Maire sortant : Michel Romanet-Chancrin (UDI)
- 27 sièges à pourvoir au conseil municipal (population légale : 4 408 (2022))

|                | Michel Romanet-Chancrin | DVC            | 506   | 100,00 | 27 | 3 |  |  |
|                |                         |                |       |        |    |   |  |  |
| Inscrits       | Inscrits                | Inscrits       | 2 614 | 100,00 |    |   |  |  |
| Abstentions    | Abstentions             | Abstentions    | 2 037 | 77,93  |    |   |  |  |
| Votants        | Votants                 | Votants        | 577   | 22,07  |    |   |  |  |
| Blancs et nuls | Blancs et nuls          | Blancs et nuls | 71    | 12,31  |    |   |  |  |
| Exprimés       | Exprimés                | Exprimés       | 506   | 87,69  |    |   |  |  |

### Beauvallon
- Maire sortant : Yves Gougne (DVD)
- 29 sièges à pourvoir au conseil municipal (population légale : 4 198 (2022))

|                | Yves Gougne    | DVD            | 797   | 100,00 | 29 | 5 |  |  |
|                |                |                |       |        |    |   |  |  |
| Inscrits       | Inscrits       | Inscrits       | 2 997 | 100,00 |    |   |  |  |
| Abstentions    | Abstentions    | Abstentions    | 2 097 | 69,97  |    |   |  |  |
| Votants        | Votants        | Votants        | 900   | 30,03  |    |   |  |  |
| Blancs et nuls | Blancs et nuls | Blancs et nuls | 103   | 11,44  |    |   |  |  |
| Exprimés       | Exprimés       | Exprimés       | 797   | 88,56  |    |   |  |  |

### Belleville-en-Beaujolais
- Issue des anciennes communes de Belleville et de Saint-Jean-d'Ardières
- Maire sortant : Bernard Fialaire (MRSL)
- 35 sièges à pourvoir au conseil municipal (population légale : 13 767 (2022))

|                | Frédéric Pronchery | DVC            | 1 621 | 69,75  | 31 | 12 |  |  |
|                | Serge Thevenet     | DVG            | 364   | 15,66  | 2  | 1  |  |  |
|                | Ivano Boschetti    | DVD            | 339   | 14,58  | 2  | 1  |  |  |
|                |                    |                |       |        |    |    |  |  |
| Inscrits       | Inscrits           | Inscrits       | 7 768 | 100,00 |    |    |  |  |
| Abstentions    | Abstentions        | Abstentions    | 5 366 | 69,08  |    |    |  |  |
| Votants        | Votants            | Votants        | 2 402 | 30,92  |    |    |  |  |
| Blancs et nuls | Blancs et nuls     | Blancs et nuls | 78    | 3,25   |    |    |  |  |
| Exprimés       | Exprimés           | Exprimés       | 2 324 | 96,75  |    |    |  |  |

### Brignais
- Maire sortant : Paul Minssieux (DVD)
- 33 sièges à pourvoir au conseil municipal (population légale : 12 330 (2022))

| Tête de liste            | Tête de liste            | Liste                    | Premier tour | Premier tour | Second tour | Second tour | Sièges | Sièges |
| Tête de liste            | Tête de liste            | Liste                    | Voix         | %            | Voix        | %           | CM     |        |
| ------------------------ | ------------------------ | ------------------------ | ------------ | ------------ | ----------- | ----------- | ------ | ------ |
|                          | Serge Bérard             | DVD                      | 1 077        | 32,53        | 1 551       | 45,73       | 25     |        |
|                          | Sandrine Tison *         | DVC                      | 1 220        | 36,85        | 1 287       | 37,95       | 6      |        |
|                          | Christiane Constant      | DVG                      | 603          | 18,21        | 553         | 16,30       | 2      |        |
|                          | Guy Boisserin            | DVC                      | 410          | 12,38        | Retrait     | Retrait     | 0      |        |
|                          |                          |                          |              |              |             |             |        |        |
| Votes valides            | Votes valides            | Votes valides            | 3 310        | 98,02        | 3 391       | 98,98       |        |        |
| Votes blancs             | Votes blancs             | Votes blancs             | 28           | 0,83         | 16          | 0,47        |        |        |
| Votes nuls               | Votes nuls               | Votes nuls               | 39           | 1,15         | 19          | 0,55        |        |        |
| Total                    | Total                    | Total                    | 3 377        | 100          | 3 426       | 100         | 33     |        |
| Abstention               | Abstention               | Abstention               | 5 566        | 62,24        | 5 520       | 61,70       |        |        |
| Inscrits / participation | Inscrits / participation | Inscrits / participation | 8 943        | 37,76        | 8 946       | 38,30       |        |        |

### Brindas
- Maire sortant : Frédéric Jean (DVD)
- 29 sièges à pourvoir au conseil municipal (population légale : 6 718 (2022))

| Tête de liste            | Tête de liste            | Liste                    | Premier tour | Premier tour | Deuxième tour | Deuxième tour | Sièges | Sièges |
| Tête de liste            | Tête de liste            | Liste                    | Voix         | %            | Voix          | %             | CM     | CC     |
| ------------------------ | ------------------------ | ------------------------ | ------------ | ------------ | ------------- | ------------- | ------ | ------ |
|                          | Patrick Bianchi          | DVC                      | 865          | 44,51        | 753           | 38,83         | 5      |        |
|                          | Frédéric Jean*           | DVD                      | 784          | 40,34        | 1020          | 52,60         | 23     |        |
|                          | Guillaume Giraud         | LR                       | 294          | 15,13        | 166           | 8,53          | 1      |        |
|                          |                          |                          |              |              |               |               |        |        |
| Votes valides            | Votes valides            | Votes valides            | 1 943        | 98,58        | 1 939         | 98,88         |        |        |
| Votes blancs             | Votes blancs             | Votes blancs             | 17           | 0,86         | 10            | 0,51          |        |        |
| Votes nuls               | Votes nuls               | Votes nuls               | 11           | 0,56         | 12            | 0,61          |        |        |
| Total                    | Total                    | Total                    | 1 971        | 100          | 1 961         | 100           | 29     |        |
| Abstention               | Abstention               | Abstention               | 2 597        | 56,85        | 2 620         | 57,19         |        |        |
| Inscrits / participation | Inscrits / participation | Inscrits / participation | 4 568        | 43,15        | 4 581         | 42,81         |        |        |

### Bron
- Maire sortant : Jean-Michel Longueval (PS)
- 43 sièges à pourvoir au conseil municipal (population légale : 42 850 (2022))

| Tête de liste            | Tête de liste            | Liste                    | Premier tour | Premier tour | Second tour | Second tour | Sièges |  |
| Tête de liste            | Tête de liste            | Liste                    | Voix         | %            | Voix        | %           | CM     |  |
| ------------------------ | ------------------------ | ------------------------ | ------------ | ------------ | ----------- | ----------- | ------ |  |
|                          | Jérémie Bréaud           | LR                       | 2 743        | 35,61        | 4 043       | 51,23       | 33     |  |
|                          | François-Xavier Pénicaud | DVC                      | 1 044        | 13,51        | 4 043       | 51,23       | 33     |  |
|                          | Jean-Michel Longueval    | PS                       | 3 291        | 42,60        | 3 849       | 48,77       | 10     |  |
|                          | Cyril Radix              | LFI                      | 460          | 5,95         |             |             | 0      |  |
|                          | Mehmet Bektas            | SE                       | 186          | 2,40         | 0           |             |        |  |
|                          |                          |                          |              |              |             |             |        |  |
| Votes valides            | Votes valides            | Votes valides            | 7 724        | 96,73        | 7 892       | 97,50       |        |  |
| Votes blancs             | Votes blancs             | Votes blancs             | 96           | 1,20         | 95          | 1,17        |        |  |
| Votes nuls               | Votes nuls               | Votes nuls               | 165          | 2,07         | 107         | 1,32        |        |  |
| Total                    | Total                    | Total                    | 7 985        | 100          | 8 094       | 100         | 43     |  |
| Abstention               | Abstention               | Abstention               | 14 598       | 64,64        | 14 509      | 64,19       |        |  |
| Inscrits / participation | Inscrits / participation | Inscrits / participation | 22 583       | 35,36        | 22 603      | 35,81       |        |  |

### Caluire-et-Cuire
- Maire sortant : Philippe Cochet (LR)
- 43 sièges à pourvoir au conseil municipal (population légale : 43 479 (2022))

|                          | Philippe Cochet *        | LR                       | 5 416  | 51,91 | 34 |  |  |  |
|                          | Xavier Gillard           | EÉLV - G.s               | 2 461  | 23,58 | 5  |  |  |  |
|                          | Laurent Attar Bayrou     | UDI                      | 1 407  | 13,48 | 3  |  |  |  |
|                          | Fabrice Matteucci        | PS                       | 755    | 7,23  | 1  |  |  |  |
|                          | Marc Suchon              | PCF - E!                 | 394    | 3,77  | 0  |  |  |  |
|                          |                          |                          |        |       |    |  |  |  |
| Votes valides            | Votes valides            | Votes valides            | 10 433 | 96,78 |    |  |  |  |
| Votes blancs             | Votes blancs             | Votes blancs             | 114    | 1,06  |    |  |  |  |
| Votes nuls               | Votes nuls               | Votes nuls               | 233    | 2,16  |    |  |  |  |
| Total                    | Total                    | Total                    | 10 780 | 100   | 43 |  |  |  |
| Abstention               | Abstention               | Abstention               | 18 935 | 63,72 |    |  |  |  |
| Inscrits / participation | Inscrits / participation | Inscrits / participation | 29 715 | 36,28 |    |  |  |  |

### Chabanière
- Maire sortant : Grégory Rousset (DVD)
- 29 sièges à pourvoir au conseil municipal (population légale : 4 274 (2022))

| Tête de liste            | Tête de liste            | Liste                    | Premier tour | Premier tour | Sièges | Sièges |
| Tête de liste            | Tête de liste            | Liste                    | Voix         | %            | CM     | CC     |
| ------------------------ | ------------------------ | ------------------------ | ------------ | ------------ | ------ | ------ |
|                          | Rodolphe Rambaud         | DVD                      | 887          | 55,43        | 23     | 4      |
|                          | Grégory Rousset          | DVC                      | 713          | 44,56        | 6      | 1      |
|                          |                          |                          |              |              |        |        |
| Votes valides            | Votes valides            | Votes valides            | 1 600        | 97,15        |        |        |
| Votes blancs             | Votes blancs             | Votes blancs             | 23           | 1,40         |        |        |
| Votes nuls               | Votes nuls               | Votes nuls               | 24           | 1,46         |        |        |
| Total                    | Total                    | Total                    | 1 647        | 100          | 29     | 5      |
| Abstention               | Abstention               | Abstention               | 1 476        | 47,26        |        |        |
| Inscrits / participation | Inscrits / participation | Inscrits / participation | 3 123        | 52,74        |        |        |

### Champagne-au-Mont-d'Or
- Maire sortant : Bernard Dejean (DVD)
- 29 sièges à pourvoir au conseil municipal (population légale : 6 124 (2022))

|                          | Véronique Gazan          | DVD                      | 928   | 63,64 | 24 |  |  |  |
|                          | Daniel Mercier           | DVD                      | 530   | 36,35 | 5  |  |  |  |
|                          |                          |                          |       |       |    |  |  |  |
| Votes valides            | Votes valides            | Votes valides            | 1 458 | 95,92 |    |  |  |  |
| Votes blancs             | Votes blancs             | Votes blancs             | 25    | 1,64  |    |  |  |  |
| Votes nuls               | Votes nuls               | Votes nuls               | 37    | 2,43  |    |  |  |  |
| Total                    | Total                    | Total                    | 1 520 | 100   | 29 |  |  |  |
| Abstention               | Abstention               | Abstention               | 2 344 | 60,66 |    |  |  |  |
| Inscrits / participation | Inscrits / participation | Inscrits / participation | 3 864 | 39,34 |    |  |  |  |

### Chaponnay
- Maire sortant : Raymond Durand (UDI)
- 27 sièges à pourvoir au conseil municipal (population légale : 4 519 (2022))

| Tête de liste            | Tête de liste            | Liste                    | Premier tour | Premier tour | Sièges | Sièges |
| Tête de liste            | Tête de liste            | Liste                    | Voix         | %            | CM     | CC     |
| ------------------------ | ------------------------ | ------------------------ | ------------ | ------------ | ------ | ------ |
|                          | Raymond Durand*          | NC                       | 1 147        | 59,15        | 22     | 4      |
|                          | Valérie Allagnat         | DVC                      | 792          | 40,84        | 5      | 1      |
|                          |                          |                          |              |              |        |        |
| Votes valides            | Votes valides            | Votes valides            | 1 939        | 98,63        |        |        |
| Votes blancs             | Votes blancs             | Votes blancs             | 8            | 0,41         |        |        |
| Votes nuls               | Votes nuls               | Votes nuls               | 19           | 0,97         |        |        |
| Total                    | Total                    | Total                    | 1 966        | 100          | 27     | 5      |
| Abstention               | Abstention               | Abstention               | 1 428        | 42,07        |        |        |
| Inscrits / participation | Inscrits / participation | Inscrits / participation | 3 394        | 57,93        |        |        |

### Chaponost
- Maire sortant : Damien Combet (DVD)
- 29 sièges à pourvoir au conseil municipal (population légale : 9 217 (2022))

| Tête de liste            | Tête de liste            | Liste                    | Premier tour | Premier tour | Sièges | Sièges |
| Tête de liste            | Tête de liste            | Liste                    | Voix         | %            | CM     | CC     |
| ------------------------ | ------------------------ | ------------------------ | ------------ | ------------ | ------ | ------ |
|                          | Damien Combet            | DVD                      | 2 008        | 68,69        | 25     |        |
|                          | Daniel Serant            | DVG                      | 915          | 31,30        | 4      |        |
|                          |                          |                          |              |              |        |        |
| Votes valides            | Votes valides            | Votes valides            | 2 923        | 98,65        |        |        |
| Votes blancs             | Votes blancs             | Votes blancs             | 16           | 0,54         |        |        |
| Votes nuls               | Votes nuls               | Votes nuls               | 24           | 0,81         |        |        |
| Total                    | Total                    | Total                    | 2 963        | 100          | 29     |        |
| Abstention               | Abstention               | Abstention               | 3 667        | 55,31        |        |        |
| Inscrits / participation | Inscrits / participation | Inscrits / participation | 6 630        | 44,69        |        |        |

### Charbonnières-les-Bains
- Maire sortant : Gérald Eymard (DVC)
- 29 sièges à pourvoir au conseil municipal (population légale : 5 272 (2022))

| Tête de liste            | Tête de liste            | Liste                    | Premier tour | Premier tour | Second tour | Second tour | Sièges | Sièges |
| Tête de liste            | Tête de liste            | Liste                    | Voix         | %            | Voix        | %           | CM     |        |
| ------------------------ | ------------------------ | ------------------------ | ------------ | ------------ | ----------- | ----------- | ------ | ------ |
|                          | Gérald Eymard,           | DVC                      | 786          | 42,62        | 857         | 44,89       | 21     |        |
|                          | Séverine Fontanges       | DVD                      | 473          | 25,65        | 633         | 33,16       | 5      |        |
|                          | Benoît Marbach           | DVC                      | 436          | 23,64        | 419         | 21,95       | 3      |        |
|                          | Thierry Elmassian        | DVD                      | 149          | 8,08         |             |             |        |        |
|                          |                          |                          |              |              |             |             |        |        |
| Votes valides            | Votes valides            | Votes valides            | 1 844        | 42,09        | 1 909       | 43,42       |        |        |
| Votes blancs             | Votes blancs             | Votes blancs             | 29           | 1,53         | 31          | 1,58        |        |        |
| Votes nuls               | Votes nuls               | Votes nuls               | 17           | 0,9          | 16          | 0,82        |        |        |
| Total                    | Total                    | Total                    | 1 890        | 100          | 1 956       | 100         | 29     |        |
| Abstention               | Abstention               | Abstention               | 2 491        | 56,86        | 2 441       | 55,52       |        |        |
| Inscrits / participation | Inscrits / participation | Inscrits / participation | 4 381        | 43,14        | 4 397       | 44,48       |        |        |

### Charly
- Maire sortant : Claude Vial (SE)
- 27 sièges à pourvoir au conseil municipal (population légale : 4 670 (2022))

| Tête de liste            | Tête de liste               | Liste                    | Premier tour | Premier tour | Second tour | Second tour | Sièges |  |
| Tête de liste            | Tête de liste               | Liste                    | Voix         | %            | Voix        | %           | CM     |  |
| ------------------------ | --------------------------- | ------------------------ | ------------ | ------------ | ----------- | ----------- | ------ |  |
|                          | Olivier Araujo              | LR                       | 693          | 38,58        | 1 037       | 52,90       | 21     |  |
|                          | Corinne Barbasso-Bruas      | DVC                      | 677          | 37,69        | 923         | 47,09       | 6      |  |
|                          | Gaetano dit Gaëtan Andaloro | DIV                      | 426          | 23,71        | retrait     | retrait     | 0      |  |
|                          |                             |                          |              |              |             |             |        |  |
| Votes valides            | Votes valides               | Votes valides            | 1 796        | 98,25        | 1 960       | 98,39       |        |  |
| Votes blancs             | Votes blancs                | Votes blancs             | 14           | 0,77         | 21          | 1,05        |        |  |
| Votes nuls               | Votes nuls                  | Votes nuls               | 18           | 0,98         | 11          | 0,55        |        |  |
| Total                    | Total                       | Total                    | 1 828        | 100          | 1 992       | 100         | 27     |  |
| Abstention               | Abstention                  | Abstention               | 1 991        | 52,13        | 1 834       | 47,94       |        |  |
| Inscrits / participation | Inscrits / participation    | Inscrits / participation | 3 819        | 47,87        | 3 826       | 52,06       |        |  |

### Chassieu
- Maire sortant : Jean-Jacques Sellès (LR)
- 33 sièges à pourvoir au conseil municipal (population légale : 11 214 (2022))
- Au second tour, les deux premières listes recueillent exactement le même nombre de voix et sont donc à égalité. La liste de Jean-Jacques Sellès ayant une moyenne d'âge plus forte que celle de Sylvaine Coponat (59 ans contre 56 ans) remporte l'élection[24].
- Cependant, en mars 2021, le tribunal administratif de Lyon annule l'élection pour des irrégularités dans l'entre-deux-tours ayant altéré la sincérité du scrutin. En juillet 2021, le Conseil d'État confirme l'annulation de l'élection[25].
- Fin septembre 2021, la liste de Jean-Jacques Sellès remporte l'élection municipale partielle face à la liste de Sylvaine Coponat (52,56 % des voix contre 47,44 %, avec un taux de participation de 46,97 %)[26].

| Tête de liste            | Tête de liste            | Liste                    | Premier tour | Premier tour | Second tour | Second tour | Sièges | Sièges |
| Tête de liste            | Tête de liste            | Liste                    | Voix         | %            | Voix        | %           | CM     |        |
| ------------------------ | ------------------------ | ------------------------ | ------------ | ------------ | ----------- | ----------- | ------ | ------ |
|                          | Jean-Jacques Sellès*     | DVD                      | 1 126        | 35,08        | 1 285       | 42,08       | 24     |        |
|                          | Sylvaine Coponat         | LR                       | 878          | 27,36        | 1 285       | 42,08       | 7      |        |
|                          | Jean-François Leone      | DVG                      | 683          | 21,28        | 1 285       | 42,08       | 7      |        |
|                          | Joëlle Percet            | DVG-EÉLV                 | 522          | 16,26        | 483         | 15,82       | 2      |        |
|                          |                          |                          |              |              |             |             |        |        |
| Votes valides            | Votes valides            | Votes valides            | 3 209        | 98,10        | 3 053       | 97,29       |        |        |
| Votes blancs             | Votes blancs             | Votes blancs             | 30           | 0,92         | 36          | 1,15        |        |        |
| Votes nuls               | Votes nuls               | Votes nuls               | 32           | 0,98         | 49          | 1,56        |        |        |
| Total                    | Total                    | Total                    | 3 271        | 100          | 3 138       | 100         | 33     |        |
| Abstention               | Abstention               | Abstention               | 4 641        | 58,66        | 4 821       | 60,57       |        |        |
| Inscrits / participation | Inscrits / participation | Inscrits / participation | 7 912        | 41,34        | 7 959       | 39,43       |        |        |

### Chazay-d'Azergues
- Maire sortant : Alain Martinet (LR)
- 27 sièges à pourvoir au conseil municipal (population légale : 4 270 (2022))

|                          | Pascale Bay              | DVD                      | 1017  | 65,86 | 23 | 4 |  |  |
|                          | Daniel Ravier            | EÉLV                     | 527   | 34,14 | 4  | 1 |  |  |
|                          |                          |                          |       |       |    |   |  |  |
| Votes valides            | Votes valides            | Votes valides            | 1 544 | 97,72 |    |   |  |  |
| Votes blancs             | Votes blancs             | Votes blancs             | 36    | 2,28  |    |   |  |  |
| Votes nuls               | Votes nuls               | Votes nuls               | 0     | 0     |    |   |  |  |
| Total                    | Total                    | Total                    | 1580  | 100   | 27 | 5 |  |  |
| Abstention               | Abstention               | Abstention               | 1 831 | 53,68 |    |   |  |  |
| Inscrits / participation | Inscrits / participation | Inscrits / participation | 3 411 | 46,32 |    |   |  |  |

### Collonges-au-Mont-d'Or
- Maire sortant : Alain Germain (DVD)
- 27 sièges à pourvoir au conseil municipal (population légale : 4 604 (2022))

| Tête de liste            | Tête de liste            | Liste                    | Premier tour | Premier tour | Second tour | Second tour | Sièges | Sièges |
| Tête de liste            | Tête de liste            | Liste                    | Voix         | %            | Voix        | %           | CM     |        |
| ------------------------ | ------------------------ | ------------------------ | ------------ | ------------ | ----------- | ----------- | ------ | ------ |
|                          | Alain Germain            | DVD                      | 594          | 46,33        | 841         | 59,47       | 22     |        |
|                          | Patrick Joubert          | DVD                      | 404          | 31,51        | 573         | 40,52       | 5      |        |
|                          | Pierre-Marie Lelard      | DVD                      | 284          | 22,15        | 573         | 40,52       | 5      |        |
|                          |                          |                          |              |              |             |             |        |        |
| Votes valides            | Votes valides            | Votes valides            | 1 282        | 96,25        | 1 414       | 95,54       |        |        |
| Votes blancs             | Votes blancs             | Votes blancs             | 34           | 2,55         | 38          | 2,57        |        |        |
| Votes nuls               | Votes nuls               | Votes nuls               | 16           | 1,20         | 28          | 1,89        |        |        |
| Total                    | Total                    | Total                    | 1 332        | 100          | 1 480       | 100         | 27     |        |
| Abstention               | Abstention               | Abstention               | 2 020        | 60,26        | 1 890       | 56,08       |        |        |
| Inscrits / participation | Inscrits / participation | Inscrits / participation | 3 352        | 39,74        | 3 370       | 43,92       |        |        |

### Communay
- Maire sortant : Jean-Philippe Choné (SE)
- 27 sièges à pourvoir au conseil municipal (population légale : 4 524 (2022))

|                          | Jean-Philippe Choné      | DIV                      | 1 112 | 64,24 | 22 | 4 |  |  |
|                          | Martine James            | DVC                      | 619   | 35,75 | 5  | 1 |  |  |
|                          |                          |                          |       |       |    |   |  |  |
| Votes valides            | Votes valides            | Votes valides            | 1 731 | 97,36 |    |   |  |  |
| Votes blancs             | Votes blancs             | Votes blancs             | 23    | 1,29  |    |   |  |  |
| Votes nuls               | Votes nuls               | Votes nuls               | 24    | 1,35  |    |   |  |  |
| Total                    | Total                    | Total                    | 1 778 | 100   | 27 | 5 |  |  |
| Abstention               | Abstention               | Abstention               | 1 646 | 48,07 |    |   |  |  |
| Inscrits / participation | Inscrits / participation | Inscrits / participation | 3 424 | 51,93 |    |   |  |  |

### Condrieu
- Maire sortant : Thérèse Corompt (PS)
- 27 sièges à pourvoir au conseil municipal (population légale : 3 945 (2022))

| Tête de liste            | Tête de liste            | Liste                    | Premier tour | Premier tour | Second tour | Second tour | Sièges | Sièges |
| Tête de liste            | Tête de liste            | Liste                    | Voix         | %            | Voix        | %           | CM     | CC     |
| ------------------------ | ------------------------ | ------------------------ | ------------ | ------------ | ----------- | ----------- | ------ | ------ |
|                          | Philippe Marion          | DVD                      | 335          | 24,11        | 663         | 52,32       | 21     | 2      |
|                          | Bernard Catelon          | DVG                      | 303          | 21,81        | 663         | 52,32       | 21     | 2      |
|                          | Thérèse Corrompt         | DVG                      | 590          | 42,47        | 604         | 47,67       | 6      | 0      |
|                          | Xavier Nicolas           | DVD                      | 161          | 11,59        | retrait     | retrait     | 0      | 0      |
|                          |                          |                          |              |              |             |             |        |        |
| Votes valides            | Votes valides            | Votes valides            | 1 389        | 97,69        | 1 267       | 97,24       |        |        |
| Votes blancs             | Votes blancs             | Votes blancs             | 15           | 1,05         | 15          | 1,15        |        |        |
| Votes nuls               | Votes nuls               | Votes nuls               | 19           | 1,34         | 21          | 1,61        |        |        |
| Total                    | Total                    | Total                    | 1 423        | 100          | 1 303       | 100         | 27     | 2      |
| Abstention               | Abstention               | Abstention               | 1 310        | 47,93        | 1 438       | 52,46       |        |        |
| Inscrits / participation | Inscrits / participation | Inscrits / participation | 2 733        | 52,07        | 2 741       | 47,54       |        |        |

### Corbas
- Maire sortant : Jean-Claude Talbot (PS)
- 33 sièges à pourvoir au conseil municipal (population légale : 11 196 (2022))

| Tête de liste            | Tête de liste            | Liste                    | Premier tour | Premier tour | Sièges |  |
| Tête de liste            | Tête de liste            | Liste                    | Voix         | %            | CM     |  |
| ------------------------ | ------------------------ | ------------------------ | ------------ | ------------ | ------ |  |
|                          | Alain Viollet            | PS                       | 1 708        | 54,27        | 26     |  |
|                          | Réjane Cloupet           | LR                       | 1 439        | 45,72        | 7      |  |
|                          |                          |                          |              |              |        |  |
| Votes valides            | Votes valides            | Votes valides            | 3 147        | 97,04        |        |  |
| Votes blancs             | Votes blancs             | Votes blancs             | 37           | 1,14         |        |  |
| Votes nuls               | Votes nuls               | Votes nuls               | 59           | 1,82         |        |  |
| Total                    | Total                    | Total                    | 3 243        | 100          | 33     |  |
| Abstention               | Abstention               | Abstention               | 3 950        | 54,91        |        |  |
| Inscrits / participation | Inscrits / participation | Inscrits / participation | 7 193        | 45,09        |        |  |

### Cours
- Maire sortant : Michel Lachize (DVD)
- 29 sièges à pourvoir au conseil municipal (population légale : 4 329 (2022))

| Tête de liste            | Tête de liste            | Liste                    | Premier tour | Premier tour | Sièges | Sièges |
| Tête de liste            | Tête de liste            | Liste                    | Voix         | %            | CM     | CC     |
| ------------------------ | ------------------------ | ------------------------ | ------------ | ------------ | ------ | ------ |
|                          | Patrice Verchère         | DVD                      | 1 043        | 100,00       | 29     | 5      |
| Votes valides            | Votes valides            | Votes valides            | 1 043        | 86,92        |        |        |
| Votes blancs             | Votes blancs             | Votes blancs             | 53           | 4,42         |        |        |
| Votes nuls               | Votes nuls               | Votes nuls               | 104          | 8,67         |        |        |
| Total                    | Total                    | Total                    | 1 200        | 100          | 29     | 5      |
| Abstention               | Abstention               | Abstention               | 1 927        | 61,62        |        |        |
| Inscrits / participation | Inscrits / participation | Inscrits / participation | 3 127        | 38,38        |        |        |

### Craponne
- Maire sortant : Alain Galliano (DVD)
- 33 sièges à pourvoir au conseil municipal (population légale : 12 170 (2022))

| Tête de liste            | Tête de liste            | Liste                    | Premier tour | Premier tour | Second tour | Second tour | Sièges |  |
| Tête de liste            | Tête de liste            | Liste                    | Voix         | %            | Voix        | %           | CM     |  |
| ------------------------ | ------------------------ | ------------------------ | ------------ | ------------ | ----------- | ----------- | ------ |  |
|                          | Sandrine Chadier         | DVD                      | 1 324        | 44,86        | 1 463       | 50,00       | 25     |  |
|                          | Véronique Hartmann       | EÉLV                     | 920          | 31,17        | 883         | 30,18       | 5      |  |
|                          | Elisabeth Pigat          | DVD                      | 707          | 23,95        | 580         | 19,82       | 3      |  |
|                          |                          |                          |              |              |             |             |        |  |
| Votes valides            | Votes valides            | Votes valides            | 2 951        | 97,65        | 2 926       | 98,09       |        |  |
| Votes blancs             | Votes blancs             | Votes blancs             | 34           | 0,41         | 29          | 0,97        |        |  |
| Votes nuls               | Votes nuls               | Votes nuls               | 37           | 0,45         | 28          | 0,94        |        |  |
| Total                    | Total                    | Total                    | 3 022        | 100          | 2 983       | 100         | 33     |  |
| Abstention               | Abstention               | Abstention               | 5 186        | 63,18        | 5 237       | 63,71       |        |  |
| Inscrits / participation | Inscrits / participation | Inscrits / participation | 8 208        | 36,82        | 8 220       | 36,29       |        |  |

### Dardilly
- Maire sortant : Rose-France Fournillon (DVD)
- 29 sièges à pourvoir au conseil municipal (population légale : 8 980 (2022))

|                          | Rose-France Fournillon        | DVD                      | 1624  | 67,41 | 25 |  |  |  |
|                          | Christelle Teixeira Valpassos | DVD                      | 785   | 32,59 | 4  |  |  |  |
|                          |                               |                          |       |       |    |  |  |  |
| Votes valides            | Votes valides                 | Votes valides            | 2 409 | 96,24 |    |  |  |  |
| Votes blancs             | Votes blancs                  | Votes blancs             | 42    | 1,68  |    |  |  |  |
| Votes nuls               | Votes nuls                    | Votes nuls               | 52    | 2,08  |    |  |  |  |
| Total                    | Total                         | Total                    | 2 503 | 100   | 29 |  |  |  |
| Abstention               | Abstention                    | Abstention               | 4 039 | 61,74 |    |  |  |  |
| Inscrits / participation | Inscrits / participation      | Inscrits / participation | 6 542 | 38,26 |    |  |  |  |

### Décines-Charpieu
- Maire sortant : Laurence Fautra (LR)
- 35 sièges à pourvoir au conseil municipal (population légale :  (2022))

|                          | Laurence Fautra,         | LR                       | 2 902  | 52,84 | 28 |  |  |  |
|                          | Erwan Desvergnes         | PS-EÉLV-PCF              | 1 309  | 23,83 | 4  |  |  |  |
|                          | Franck Pasquier,         | LREM-UDI-MoDem-Agir      | 795    | 14,47 | 2  |  |  |  |
|                          | Kevin Naamane            | RN                       | 486    | 8,84  | 1  |  |  |  |
|                          |                          |                          |        |       |    |  |  |  |
| Votes valides            | Votes valides            | Votes valides            | 5 667  | 96,91 |    |  |  |  |
| Votes blancs             | Votes blancs             | Votes blancs             | 70     | 1,24  |    |  |  |  |
| Votes nuls               | Votes nuls               | Votes nuls               | 105    | 1,85  |    |  |  |  |
| Total                    | Total                    | Total                    | 5 842  | 100   | 35 |  |  |  |
| Abstention               | Abstention               | Abstention               | 11 908 | 67,76 |    |  |  |  |
| Inscrits / participation | Inscrits / participation | Inscrits / participation | 17 575 | 32,24 |    |  |  |  |

### Écully
- Maire sortant : Yves-Marie Uhlrich (UDI)
- 33 sièges à pourvoir au conseil municipal (population légale : 18 019 (2022))

| Tête de liste            | Tête de liste            | Liste                    | Premier tour | Premier tour | Second tour | Second tour | Sièges | Sièges |
| Tête de liste            | Tête de liste            | Liste                    | Voix         | %            | Voix        | %           | CM     |        |
| ------------------------ | ------------------------ | ------------------------ | ------------ | ------------ | ----------- | ----------- | ------ | ------ |
|                          | Sébastien Michel*        | DVD                      | 1 713        | 40,02        | 2 042       | 49,60       | 25     |        |
|                          | Damien Jacquemont        | DVD                      | 1 190        | 27,80        | 1 003       | 24,36       | 4      |        |
|                          | Florence Asti-Lapperière | LREM                     | 840          | 19,62        | 598         | 14,53       | 2      |        |
|                          | Maximin Catineau         | DVG                      | 537          | 12,54        | 474         | 11,51       | 2      |        |
|                          |                          |                          |              |              |             |             |        |        |
| Votes valides            | Votes valides            | Votes valides            | 4 280        | 97,52        | 4 117       | 98,59       |        |        |
| Votes blancs             | Votes blancs             | Votes blancs             | 38           | 0,31         | 30          | 0,72        |        |        |
| Votes nuls               | Votes nuls               | Votes nuls               | 71           | 0,57         | 29          | 0,69        |        |        |
| Total                    | Total                    | Total                    | 4 389        | 100          | 4 176       | 100         | 33     |        |
| Abstention               | Abstention               | Abstention               | 7 994        | 64,56        | 8 190       | 66,23       |        |        |
| Inscrits / participation | Inscrits / participation | Inscrits / participation | 12 383       | 35,44        | 12 366      | 33,77       |        |        |

### Feyzin
- Maire sortant : Murielle Laurent (PS)
- 29 sièges à pourvoir au conseil municipal (population légale : 9 727 (2022))

| Tête de liste            | Tête de liste            | Liste                    | Premier tour | Premier tour | Sièges | Sièges |
| Tête de liste            | Tête de liste            | Liste                    | Voix         | %            | CM     |        |
| ------------------------ | ------------------------ | ------------------------ | ------------ | ------------ | ------ | ------ |
|                          | Murielle Laurent,        | PS - LREM                | 989          | 61,27        | 24     |        |
|                          | Daniel Thévenet          | PCF-LFI                  | 625          | 38,72        | 5      |        |
|                          |                          |                          |              |              |        |        |
| Votes valides            | Votes valides            | Votes valides            | 1 614        | 25,18        |        |        |
| Votes blancs             | Votes blancs             | Votes blancs             | 104          | 1,62         |        |        |
| Votes nuls               | Votes nuls               | Votes nuls               | 47           | 0,73         |        |        |
| Total                    | Total                    | Total                    | 1 765        | 100          | 29     |        |
| Abstention               | Abstention               | Abstention               | 4 646        | 72,47        |        |        |
| Inscrits / participation | Inscrits / participation | Inscrits / participation | 6 411        | 27,53        |        |        |

### Fontaines-sur-Saône
- Maire sortant : Thierry Pouzol (DVD)
- 28 sièges à pourvoir au conseil municipal (population légale : 7 005 (2022))

|                          | Thierry Pouzol           | DVD                      | 981   | 66,42 | 24 |  |  |  |
|                          | Sébastien Trinquet       | DVG                      | 496   | 33,58 | 4  |  |  |  |
|                          |                          |                          |       |       |    |  |  |  |
| Votes valides            | Votes valides            | Votes valides            | 1 477 | 94,14 |    |  |  |  |
| Votes blancs             | Votes blancs             | Votes blancs             | 44    | 2,80  |    |  |  |  |
| Votes nuls               | Votes nuls               | Votes nuls               | 48    | 3,06  |    |  |  |  |
| Total                    | Total                    | Total                    | 1 569 | 100   | 28 |  |  |  |
| Abstention               | Abstention               | Abstention               | 3 238 | 67,36 |    |  |  |  |
| Inscrits / participation | Inscrits / participation | Inscrits / participation | 4 807 | 32,64 |    |  |  |  |

### Francheville
- Maire sortant : Michel Rantonnet (LR)
- 33 sièges à pourvoir au conseil municipal (population légale : 15 664 (2022))

| Tête de liste            | Tête de liste            | Liste                    | Premier tour | Premier tour | Second tour | Second tour | Sièges |  |
| Tête de liste            | Tête de liste            | Liste                    | Voix         | %            | Voix        | %           | CM     |  |
| ------------------------ | ------------------------ | ------------------------ | ------------ | ------------ | ----------- | ----------- | ------ |  |
|                          | Michel Rantonnet         | LR                       | 1 712        | 43,02        | 2 076       | 50,88       | 25     |  |
|                          | Bernard Legrand          | EÉLV                     | 1 335        | 33,55        | 2 004       | 49,11       | 8      |  |
|                          | Caroline Paris           | LREM-PS                  | 932          | 23,42        | 2 004       | 49,11       | 8      |  |
|                          |                          |                          |              |              |             |             |        |  |
| Votes valides            | Votes valides            | Votes valides            | 3 979        | 97,86        | 4 080       | 98,34       |        |  |
| Votes blancs             | Votes blancs             | Votes blancs             | 34           | 0,35         | 35          | 0,84        |        |  |
| Votes nuls               | Votes nuls               | Votes nuls               | 53           | 0,55         | 34          | 0,82        |        |  |
| Total                    | Total                    | Total                    | 4 066        | 100          | 4 149       | 100         | 33     |  |
| Abstention               | Abstention               | Abstention               | 5 619        | 58,02        | 5 544       | 57,20       |        |  |
| Inscrits / participation | Inscrits / participation | Inscrits / participation | 9 685        | 41,98        | 9 693       | 42,80       |        |  |

### Genas
- Maire sortant : Daniel Valéro (LR)
- 33 sièges à pourvoir au conseil municipal (population légale : 13 446 (2022))

| Tête de liste            | Tête de liste            | Liste                    | Premier tour | Premier tour | Sièges | Sièges |
| Tête de liste            | Tête de liste            | Liste                    | Voix         | %            | CM     | CC     |
| ------------------------ | ------------------------ | ------------------------ | ------------ | ------------ | ------ | ------ |
|                          | Daniel Valéro            | DVD                      | 2 987        | 69,36        | 29     | 10     |
|                          | Stéphanie Notin          | DVC                      | 673          | 15,62        | 2      | 1      |
|                          | Françoise Bergame        | PS                       | 646          | 15,00        | 2      | 1      |
|                          |                          |                          |              |              |        |        |
| Votes valides            | Votes valides            | Votes valides            | 4 306        | 98,47        |        |        |
| Votes blancs             | Votes blancs             | Votes blancs             | 27           | 0,62         |        |        |
| Votes nuls               | Votes nuls               | Votes nuls               | 40           | 0,91         |        |        |
| Total                    | Total                    | Total                    | 4 373        | 100          | 33     | 12     |
| Abstention               | Abstention               | Abstention               | 6 025        | 57,94        |        |        |
| Inscrits / participation | Inscrits / participation | Inscrits / participation | 10 398       | 42,06        |        |        |

### Genay
- Maire sortant : Valérie Giraud (DVG)
- 29 sièges à pourvoir au conseil municipal (population légale : 5 632 (2022))

| Tête de liste            | Tête de liste            | Liste                    | Premier tour | Premier tour | Second tour | Second tour | Sièges | Sièges |
| Tête de liste            | Tête de liste            | Liste                    | Voix         | %            | Voix        | %           | CM     |        |
| ------------------------ | ------------------------ | ------------------------ | ------------ | ------------ | ----------- | ----------- | ------ | ------ |
|                          | Valérie Giraud           | DVC                      | 770          | 47,00        | 744         | 50,64       | 22     |        |
|                          | Rodolphe Rous            | LR                       | 458          | 27,96        | 418         | 28,45       | 4      |        |
|                          | Gilles Touzot            | DIV                      | 410          | 25,03        | 307         | 20,89       | 3      |        |
|                          |                          |                          |              |              |             |             |        |        |
| Votes valides            | Votes valides            | Votes valides            | 1 638        | 97,62        | 1 469       | 97,22       |        |        |
| Votes blancs             | Votes blancs             | Votes blancs             | 16           | 0,95         | 21          | 1,39        |        |        |
| Votes nuls               | Votes nuls               | Votes nuls               | 24           | 1,43         | 21          | 1,39        |        |        |
| Total                    | Total                    | Total                    | 1 678        | 100          | 1 511       | 100         | 29     |        |
| Abstention               | Abstention               | Abstention               | 2 216        | 56,91        | 2 396       | 61,33       |        |        |
| Inscrits / participation | Inscrits / participation | Inscrits / participation | 3 894        | 43,09        | 3 907       | 38,67       |        |        |

### Givors
- Maire sortant : Christiane Charnay (PCF)
- 33 sièges à pourvoir au conseil municipal (population légale : 20 943 (2022))
- En février 2021, le tribunal administratif de Lyon invalide l'élection en raison de « pressions » exercées à l'entrée de certains bureaux de vote, qui ont pu fausser la sincérité du scrutin du fait du faible écart de voix entre les listes arrivées en tête. L'annulation du scrutin est confirmée par le Conseil d'État en octobre[47].

| Tête de liste            | Tête de liste            | Liste                    | Premier tour | Premier tour | Second tour | Second tour | Sièges |  |
| Tête de liste            | Tête de liste            | Liste                    | Voix         | %            | Voix        | %           | CM     |  |
| ------------------------ | ------------------------ | ------------------------ | ------------ | ------------ | ----------- | ----------- | ------ |  |
|                          | Mohamed Boudjellaba      | EÉLV-DVG                 | 790          | 20,52        | 1 303       | 28,88       | 22     |  |
|                          | Christiane Charnay,      | PCF                      | 945          | 24,55        | 1 274       | 28,24       | 4      |  |
|                          | Antoine Mellies          | RN                       | 879          | 22,83        | 1 146       | 25,40       | 4      |  |
|                          | Laurent Decourselle      | DVG                      | 730          | 18,96        | 788         | 17,46       | 3      |  |
|                          | Alexandre Couchot        | LREM                     | 346          | 8,98         | 788         | 17,46       | 3      |  |
|                          | Dali Razika              | SE                       | 159          | 4,13         |             |             | 0      |  |
|                          |                          |                          |              |              |             |             |        |  |
| Votes valides            | Votes valides            | Votes valides            | 3 849        | 96,03        | 4 511       | 98,00       |        |  |
| Votes blancs             | Votes blancs             | Votes blancs             | 61           | 1,52         | 50          | 1,09        |        |  |
| Votes nuls               | Votes nuls               | Votes nuls               | 98           | 2,45         | 42          | 0,91        |        |  |
| Total                    | Total                    | Total                    | 4 008        | 100          | 4 603       | 100         | 33     |  |
| Abstention               | Abstention               | Abstention               | 7 020        | 63,66        | 6 463       | 58,40       |        |  |
| Inscrits / participation | Inscrits / participation | Inscrits / participation | 11 028       | 36,34        | 11 066      | 41,60       |        |  |

### Gleizé
- Maire sortant : Ghislain de Longevialle (LR)
- 29 sièges à pourvoir au conseil municipal (population légale : 7 824 (2022))

### Grézieu-la-Varenne
- Maire sortant : Bernard Romier (LR)
- 29 sièges à pourvoir au conseil municipal (population légale : 6 284 (2022))

### Grigny-sur-Rhône
- Maire sortant : Xavier Odo (DVD)
- 29 sièges à pourvoir au conseil municipal (population légale : 9 941 (2022))

| Tête de liste            | Tête de liste            | Liste                    | Premier tour | Premier tour | Sièges |  |
| Tête de liste            | Tête de liste            | Liste                    | Voix         | %            | CM     |  |
| ------------------------ | ------------------------ | ------------------------ | ------------ | ------------ | ------ |  |
|                          | Xavier Odo               | DVD                      | 1 588        | 66,05        | 24     |  |
|                          | Jérôme Bub               | EÉLV                     | 816          | 33,94        | 5      |  |
|                          |                          |                          |              |              |        |  |
| Votes valides            | Votes valides            | Votes valides            | 2 404        | 96,74        |        |  |
| Votes blancs             | Votes blancs             | Votes blancs             | 31           | 1,25         |        |  |
| Votes nuls               | Votes nuls               | Votes nuls               | 50           | 2,01         |        |  |
| Total                    | Total                    | Total                    | 2 485        | 100          | 29     |  |
| Abstention               | Abstention               | Abstention               | 3 171        | 56,06        |        |  |
| Inscrits / participation | Inscrits / participation | Inscrits / participation | 5 656        | 43,94        |        |  |

### Irigny
- Maire sortant : Jean-Luc da Passano (LREM)
- 29 sièges à pourvoir au conseil municipal (population légale : 8 909 (2022))

| Tête de liste            | Tête de liste            | Liste                    | Premier tour | Premier tour | Sièges |  |
| Tête de liste            | Tête de liste            | Liste                    | Voix         | %            | CM     |  |
| ------------------------ | ------------------------ | ------------------------ | ------------ | ------------ | ------ |  |
|                          | Blandine Freyer          | LREM                     | 1 534        | 57,28        | 23     |  |
|                          | Nathalie Sanlaville      | DVD                      | 1 144        | 42,71        | 6      |  |
|                          |                          |                          |              |              |        |  |
| Votes valides            | Votes valides            | Votes valides            | 2 678        | 96,02        |        |  |
| Votes blancs             | Votes blancs             | Votes blancs             | 70           | 2,51         |        |  |
| Votes nuls               | Votes nuls               | Votes nuls               | 41           | 1,47         |        |  |
| Total                    | Total                    | Total                    | 2 789        | 100          | 29     |  |
| Abstention               | Abstention               | Abstention               | 3 353        | 54,59        |        |  |
| Inscrits / participation | Inscrits / participation | Inscrits / participation | 6 142        | 45,41        |        |  |

### Jonage
- Maire sortant : Lucien Barge (LR)
- 29 sièges à pourvoir au conseil municipal (population légale : 6 109 (2022))

| Tête de liste            | Tête de liste            | Liste                    | Premier tour | Premier tour | Sièges |  |
| Tête de liste            | Tête de liste            | Liste                    | Voix         | %            | CM     |  |
| ------------------------ | ------------------------ | ------------------------ | ------------ | ------------ | ------ |  |
|                          | Lucien Barge             | DVD                      | 1 323        | 61,13        | 24     |  |
|                          | Laurent Chervier         | LR                       | 841          | 38,86        | 5      |  |
|                          |                          |                          |              |              |        |  |
| Votes valides            | Votes valides            | Votes valides            | 2 164        | 95,79        |        |  |
| Votes blancs             | Votes blancs             | Votes blancs             | 51           | 2,26         |        |  |
| Votes nuls               | Votes nuls               | Votes nuls               | 44           | 1,95         |        |  |
| Total                    | Total                    | Total                    | 2 259        | 100          | 29     |  |
| Abstention               | Abstention               | Abstention               | 2 366        | 51,16        |        |  |
| Inscrits / participation | Inscrits / participation | Inscrits / participation | 4 625        | 48,84        |        |  |

### L'Arbresle
- Maire sortant : Pierre-Jean Zannettacci (PS)
- 29 sièges à pourvoir au conseil municipal (population légale : 6 469 (2022))

| Tête de liste            | Tête de liste            | Liste                    | Premier tour | Premier tour | Sièges | Sièges |
| Tête de liste            | Tête de liste            | Liste                    | Voix         | %            | CM     | CC     |
| ------------------------ | ------------------------ | ------------------------ | ------------ | ------------ | ------ | ------ |
|                          | Pierre-Jean Zannettacci, | PS                       | 886          | 53,11        | 23     | 6      |
|                          | Sarah Boussandel         | DVD                      | 454          | 27,21        | 4      | 1      |
|                          | Sébastien Majerowicz     | ECO                      | 328          | 19,66        | 2      | 0      |
|                          |                          |                          |              |              |        |        |
| Votes valides            | Votes valides            | Votes valides            | 1 668        | 97,32        |        |        |
| Votes blancs             | Votes blancs             | Votes blancs             | 16           | 0,93         |        |        |
| Votes nuls               | Votes nuls               | Votes nuls               | 30           | 1,75         |        |        |
| Total                    | Total                    | Total                    | 1 714        | 100          | 29     | 7      |
| Abstention               | Abstention               | Abstention               | 2 239        | 56,64        |        |        |
| Inscrits / participation | Inscrits / participation | Inscrits / participation | 3 953        | 43,36        |        |        |

### La Mulatière
- Maire sortant : Guy Barret (LR)
- 29 sièges à pourvoir au conseil municipal (population légale : 6 554 (2022))

| Tête de liste            | Tête de liste            | Liste                    | Premier tour | Premier tour | Second tour | Second tour | Sièges |  |
| Tête de liste            | Tête de liste            | Liste                    | Voix         | %            | Voix        | %           | CM     |  |
| ------------------------ | ------------------------ | ------------------------ | ------------ | ------------ | ----------- | ----------- | ------ |  |
|                          | Véronique Déchamps       | LR                       | 623          | 45,74        | 704         | 51,16       | 23     |  |
|                          | Maxime Bost              | LREM                     | 465          | 34,14        | 432         | 31,39       | 4      |  |
|                          | Patrick Caillon          | DVG                      | 274          | 20,11        | 240         | 17,44       | 2      |  |
|                          |                          |                          |              |              |             |             |        |  |
| Votes valides            | Votes valides            | Votes valides            | 1 362        | 97,92        | 1 376       | 98,29       |        |  |
| Votes blancs             | Votes blancs             | Votes blancs             | 15           | 1,08         | 12          | 0,86        |        |  |
| Votes nuls               | Votes nuls               | Votes nuls               | 14           | 1,01         | 12          | 0,86        |        |  |
| Total                    | Total                    | Total                    | 1 391        | 100          | 1 400       | 100         | 29     |  |
| Abstention               | Abstention               | Abstention               | 2 323        | 62,55        | 2 308       | 62,24       |        |  |
| Inscrits / participation | Inscrits / participation | Inscrits / participation | 3 714        | 37,45        | 3 708       | 37,76       |        |  |

### La Tour-de-Salvagny
- Maire sortant : Gérard Pillon (DVD)
- 27 sièges à pourvoir au conseil municipal (population légale : 4 460 (2022))

### Lentilly
- Maire sortant : Nicole Vagnier (LR)
- 29 sièges à pourvoir au conseil municipal (population légale : 6 541 (2022))

### Limas
- Maire sortant : Michel Thien (LR)
- 27 sièges à pourvoir au conseil municipal (population légale : 4 749 (2022))

### Limonest
- Maire sortant : Max Vincent (UDI)
- 27 sièges à pourvoir au conseil municipal (population légale : 3 933 (2022))

|             | Max Vincent  | DVC         | 1 013 | 66,82  | 23 |  |  |  |
|             | Éric Mazoyer | DVD         | 503   | 33,17  | 4  |  |  |  |
|             |              |             |       |        |    |  |  |  |
| Inscrits    | Inscrits     | Inscrits    | 2 722 | 100,00 |    |  |  |  |
| Abstentions | Abstentions  | Abstentions | 1 152 | 42,32  |    |  |  |  |
| Votants     | Votants      | Votants     | 1 570 | 57,68  |    |  |  |  |
| Blancs      | Blancs       | Blancs      | 31    | 1,97   |    |  |  |  |
| Nuls        | Nuls         | Nuls        | 23    | 1,46   |    |  |  |  |
| Exprimés    | Exprimés     | Exprimés    | 1 516 | 96,56  |    |  |  |  |

### Lyon
- Maire sortant : Gérard Collomb (LREM)
- 73 sièges à pourvoir au conseil municipal (population légale : 520 774 (2022))

| Tête de liste            | Tête de liste            | Liste                    | Premier tour | Premier tour | Second tour | Second tour | Sièges |  |
| Tête de liste            | Tête de liste            | Liste                    | Voix         | %            | Voix        | %           | CM     |  |
| ------------------------ | ------------------------ | ------------------------ | ------------ | ------------ | ----------- | ----------- | ------ |  |
|                          | Grégory Doucet           | EÉLV                     | 30 102       | 28,46        | 53 070      | 52,40       | 51     |  |
|                          | Nathalie Perrin-Gilbert  | GRAM-LFI                 | 10 639       | 10,06        | 53 070      | 52,40       | 51     |  |
|                          | Sandrine Runel           | PS-PCF-G.s-PP-ND         | 7 412        | 7,01         | 53 070      | 52,40       | 51     |  |
|                          | Étienne Blanc            | LR-UDI                   | 17 996       | 17,01        | 30 965      | 30,58       | 18     |  |
|                          | Yann Cucherat            | LREM-MoDem               | 15 786       | 14,92        | 30 965      | 30,58       | 18     |  |
|                          | Georges Képénékian       | LREM dissident           | 12 672       | 11,98        | 17 240      | 17,02       | 4      |  |
|                          | Denis Broliquier,        | LC-100%C                 | 4 392        | 4,15         |             |             |        |  |
|                          | Agnès Marion             | RN-PCD                   | 5 735        | 5,42         |             |             |        |  |
|                          |                          |                          |              |              |             |             |        |  |
| Votes valides            | Votes valides            | Votes valides            | 105 773      | 97,53        | 101 275     | 96,21       |        |  |
| Votes blancs             | Votes blancs             | Votes blancs             | 644          | 0,59         | 2 246       | 2,13        |        |  |
| Votes nuls               | Votes nuls               | Votes nuls               | 2 034        | 1,88         | 1 739       | 1,65        |        |  |
| Total                    | Total                    | Total                    | 108 451      | 100          | 105 260     | 100         | 73     |  |
| Abstention               | Abstention               | Abstention               | 169 966      | 61,05        | 173 531     | 62,24       |        |  |
| Inscrits / participation | Inscrits / participation | Inscrits / participation | 278 417      | 38,95        | 278 791     | 37,76       |        |  |

### Marcy-l'Étoile
- Maire sortant : Joël Piegay (DVD)
- 27 sièges à pourvoir au conseil municipal (population légale : 3 711 (2022))

| Tête de liste            | Tête de liste            | Liste                    | Premier tour | Premier tour | Sièges |  |
| Tête de liste            | Tête de liste            | Liste                    | Voix         | %            | CM     |  |
| ------------------------ | ------------------------ | ------------------------ | ------------ | ------------ | ------ |  |
|                          | Loïc Commun              | DVC                      | 554          | 53,63        | 21     |  |
|                          | Laurence Doucet          | DVC                      | 479          | 46,36        | 6      |  |
|                          |                          |                          |              |              |        |  |
| Votes valides            | Votes valides            | Votes valides            | 1 033        | 94,64        |        |  |
| Votes blancs             | Votes blancs             | Votes blancs             | 8            | 0,76         |        |  |
| Votes nuls               | Votes nuls               | Votes nuls               | 17           | 1,61         |        |  |
| Total                    | Total                    | Total                    | 1 058        | 100          | 27     |  |
| Abstention               | Abstention               | Abstention               | 1 160        | 52,30        |        |  |
| Inscrits / participation | Inscrits / participation | Inscrits / participation | 2 218        | 47,70        |        |  |

### Meyzieu
- Maire sortant : Christophe Quiniou (LR)
- 39 sièges à pourvoir au conseil municipal (population légale : 36 437 (2022))

| Tête de liste            | Tête de liste             | Liste                    | Premier tour | Premier tour | Second tour | Second tour | Sièges |  |
| Tête de liste            | Tête de liste             | Liste                    | Voix         | %            | Voix        | %           | CM     |  |
| ------------------------ | ------------------------- | ------------------------ | ------------ | ------------ | ----------- | ----------- | ------ |  |
|                          | Christophe Quiniou,       | LR                       | 2 116        | 28,87        | 2 829       | 37,69       | 27     |  |
|                          | Issam Benzeghiba          | PS                       | 1 463        | 19,96        | 2 691       | 35,86       | 7      |  |
|                          | Axel Marin                | EELV                     | 852          | 11,63        | 2 691       | 35,86       | 7      |  |
|                          | Florence Bocquet          | PR                       | 1 196        | 16,31        | 1 468       | 19,56       | 4      |  |
|                          | Philippe Pesteil          | LREM                     | 826          | 11,27        | retrait     | retrait     | 0      |  |
|                          | Alain Pechereau           | RN                       | 799          | 10,90        | 516         | 6,87        | 1      |  |
|                          | Laëtitia Virginie Peyraud | DIV                      | 77           | 1,05         |             |             | 0      |  |
|                          |                           |                          |              |              |             |             |        |  |
| Votes valides            | Votes valides             | Votes valides            | 7 329        | 97,59        | 7 504       | 98,37       |        |  |
| Votes blancs             | Votes blancs              | Votes blancs             | 59           | 0,79         | 51          | 0,67        |        |  |
| Votes nuls               | Votes nuls                | Votes nuls               | 122          | 1,62         | 73          | 0,96        |        |  |
| Total                    | Total                     | Total                    | 7 510        | 100          | 7 628       | 100         | 39     |  |
| Abstention               | Abstention                | Abstention               | 14 380       | 65,69        | 14 345      | 65,28       |        |  |
| Inscrits / participation | Inscrits / participation  | Inscrits / participation | 21 890       | 34,31        | 21 973      | 34,72       |        |  |

### Millery
- Maire sortant : Françoise Gauquelin (SE)
- 27 sièges à pourvoir au conseil municipal (population légale : 4 323 (2022))

### Mions
- Maire sortant : Claude Cohen (LR)
- 33 sièges à pourvoir au conseil municipal (population légale : 13 716 (2022))

| Tête de liste            | Tête de liste            | Liste                    | Premier tour | Premier tour | Second tour | Second tour | Sièges |  |
| Tête de liste            | Tête de liste            | Liste                    | Voix         | %            | Voix        | %           | CM     |  |
| ------------------------ | ------------------------ | ------------------------ | ------------ | ------------ | ----------- | ----------- | ------ |  |
|                          | Claude Cohen,            | LR                       | 1 816        | 48,20        | 2 209       | 58,53       | 26     |  |
|                          | Francis Mena             | DVG                      | 850          | 22,56        | 1 565       | 41,46       | 7      |  |
|                          | Bruno Vananty            | LREM-MoDem               | 806          | 21,39        | 1 565       | 41,46       | 7      |  |
|                          | Roberto Spennato         | ECO                      | 295          | 7,83         | 1 565       | 41,46       | 7      |  |
|                          |                          |                          |              |              |             |             |        |  |
| Votes valides            | Votes valides            | Votes valides            | 3 767        | 97,41        | 3 774       | 97,04       |        |  |
| Votes blancs             | Votes blancs             | Votes blancs             | 51           | 1,32         | 52          | 1,34        |        |  |
| Votes nuls               | Votes nuls               | Votes nuls               | 49           | 1,27         | 63          | 1,62        |        |  |
| Total                    | Total                    | Total                    | 3 867        | 100          | 3 889       | 100         | 33     |  |
| Abstention               | Abstention               | Abstention               | 5 525        | 58,83        | 5 530       | 58,71       |        |  |
| Inscrits / participation | Inscrits / participation | Inscrits / participation | 9 392        | 41,17        | 9 419       | 41,29       |        |  |

### Mornant
- Maire sortant : Renaud Pfeffer (LR)
- 29 sièges à pourvoir au conseil municipal (population légale : 6 261 (2022))

|                          | Renaud Pfeffer           | LR                       | 1 539 | 66,97 | 25 | 6 |  |  |
|                          | Raphaëlle Gueriaud       | DVG                      | 759   | 33,03 | 4  | 1 |  |  |
|                          |                          |                          |       |       |    |   |  |  |
| Votes valides            | Votes valides            | Votes valides            | 2 298 | 97,91 |    |   |  |  |
| Votes blancs             | Votes blancs             | Votes blancs             | 22    | 0,94  |    |   |  |  |
| Votes nuls               | Votes nuls               | Votes nuls               | 27    | 1,15  |    |   |  |  |
| Total                    | Total                    | Total                    | 2 347 | 100   | 29 | 7 |  |  |
| Abstention               | Abstention               | Abstention               | 2 392 | 50,47 |    |   |  |  |
| Inscrits / participation | Inscrits / participation | Inscrits / participation | 4 739 | 49,53 |    |   |  |  |

### Neuville-sur-Saône
- Maire sortant : Valérie Glatard (DVD)
- 29 sièges à pourvoir au conseil municipal (population légale : 7 807 (2022))

| Tête de liste            | Tête de liste            | Liste                    | Premier tour | Premier tour | Sièges |  |
| Tête de liste            | Tête de liste            | Liste                    | Voix         | %            | CM     |  |
| ------------------------ | ------------------------ | ------------------------ | ------------ | ------------ | ------ |  |
|                          | Éric Bellot              | DVG                      | 859          | 53,42        | 23     |  |
|                          | Valérie Glatard*         | DVD                      | 432          | 26,86        | 4      |  |
|                          | Patrick Rachas           | DVD                      | 317          | 19,71        | 2      |  |
|                          |                          |                          |              |              |        |  |
| Votes valides            | Votes valides            | Votes valides            | 1 608        | 96,35        |        |  |
| Votes blancs             | Votes blancs             | Votes blancs             | 32           | 1,92         |        |  |
| Votes nuls               | Votes nuls               | Votes nuls               | 29           | 1,74         |        |  |
| Total                    | Total                    | Total                    | 1 669        | 100          | 29     |  |
| Abstention               | Abstention               | Abstention               | 3 153        | 65,39        |        |  |
| Inscrits / participation | Inscrits / participation | Inscrits / participation | 4 822        | 34,61        |        |  |

### Oullins
- Maire sortant : Clotilde Pouzergue (LR)
- 35 sièges à pourvoir au conseil municipal (population légale : 27 113 (2021))

| Tête de liste            | Tête de liste            | Liste                    | Premier tour | Premier tour | Second tour | Second tour | Sièges |  |
| Tête de liste            | Tête de liste            | Liste                    | Voix         | %            | Voix        | %           | CM     |  |
| ------------------------ | ------------------------ | ------------------------ | ------------ | ------------ | ----------- | ----------- | ------ |  |
|                          | Clotilde Pouzergue,      | DVD                      | 2 800        | 47,01        | 2 883       | 51,31       | 27     |  |
|                          | Jean-Charles Kohlhaas    | EÉLV-G.s                 | 1 796        | 30,15        | 2 735       | 48,68       | 8      |  |
|                          | Joëlle Sechaud           | PS-PCF                   | 694          | 11,65        | 2 735       | 48,68       | 8      |  |
|                          | Joël Montet              | LREM                     | 501          | 8,41         |             |             | 0      |  |
|                          | Cécile Faurite           | LO                       | 164          | 2,75         | 0           |             |        |  |
|                          |                          |                          |              |              |             |             |        |  |
| Votes valides            | Votes valides            | Votes valides            | 5 955        | 96,55        | 5 618       | 97,69       |        |  |
| Votes blancs             | Votes blancs             | Votes blancs             | 88           | 1,43         | 69          | 1,20        |        |  |
| Votes nuls               | Votes nuls               | Votes nuls               | 125          | 2,03         | 64          | 1,11        |        |  |
| Total                    | Total                    | Total                    | 6 168        | 100          | 5 751       | 100         | 35     |  |
| Abstention               | Abstention               | Abstention               | 10 732       | 63,50        | 11 157      | 65,99       |        |  |
| Inscrits / participation | Inscrits / participation | Inscrits / participation | 16 900       | 36,50        | 16 908      | 34,01       |        |  |

### Pierre-Bénite
- Maire sortant : Jérome Moroge (LR)
- 33 sièges à pourvoir au conseil municipal (population légale : 10 515 (2021))

| Tête de liste            | Tête de liste            | Liste                    | Premier tour | Premier tour | Sièges |  |
| Tête de liste            | Tête de liste            | Liste                    | Voix         | %            | CM     |  |
| ------------------------ | ------------------------ | ------------------------ | ------------ | ------------ | ------ |  |
|                          | Jérôme Moroge,           | LR                       | 1 460        | 63,47        | 28     |  |
|                          | Bernard Javazzo          | PS-LFI-EÉLV-PCF          | 449          | 19,52        | 3      |  |
|                          | Pierre-Marie Mauxion     | DIV                      | 224          | 9,73         | 1      |  |
|                          | Anissa Hidri             | DIV                      | 167          | 7,26         | 1      |  |
|                          |                          |                          |              |              |        |  |
| Votes valides            | Votes valides            | Votes valides            | 2 300        | 96,96        |        |  |
| Votes blancs             | Votes blancs             | Votes blancs             | 21           | 0,89         |        |  |
| Votes nuls               | Votes nuls               | Votes nuls               | 51           | 2,15         |        |  |
| Total                    | Total                    | Total                    | 2 372        | 100          | 33     |  |
| Abstention               | Abstention               | Abstention               | 3 899        | 62,18        |        |  |
| Inscrits / participation | Inscrits / participation | Inscrits / participation | 6 271        | 37,82        |        |  |

### Porte des Pierres Dorées
- Maire sortant : Jean-Paul Gasquet (DVD)
- 27 sièges à pourvoir au conseil municipal (population légale : 4 079 (2022))

### Pusignan
- Maire sortant : Gilbert Marboeuf (DVD)
- 27 sièges à pourvoir au conseil municipal (population légale : 4 145 (2022))

| Tête de liste            | Tête de liste            | Liste                    | Premier tour | Premier tour | Second tour | Second tour | Sièges | Sièges |
| Tête de liste            | Tête de liste            | Liste                    | Voix         | %            | Voix        | %           | CM     | CC     |
| ------------------------ | ------------------------ | ------------------------ | ------------ | ------------ | ----------- | ----------- | ------ | ------ |
|                          | Pierre Grossat           | DVD                      | 503          | 40,36        | 649         | 50,23       | 21     | 3      |
|                          | Brigitte Emain           | DVD                      | 412          | 33,06        | 643         | 49,76       | 6      | 1      |
|                          | André Roibet             | DIV                      | 252          | 20,22        | retrait     | retrait     | 0      | 0      |
|                          | Gérard Andrieux          | RN-PCD-DP                | 79           | 6,34         |             |             | 0      | 0      |
|                          |                          |                          |              |              |             |             |        |        |
| Votes valides            | Votes valides            | Votes valides            | 1 246        | 98,46        | 1 292       | 98,93       |        |        |
| Votes blancs             | Votes blancs             | Votes blancs             | 5            | 0,39         | 7           | 0,54        |        |        |
| Votes nuls               | Votes nuls               | Votes nuls               | 17           | 1,34         | 7           | 0,54        |        |        |
| Total                    | Total                    | Total                    | 1 268        | 100          | 1 306       | 100         | 27     | 4      |
| Abstention               | Abstention               | Abstention               | 1 493        | 54,07        | 1 466       | 52,89       |        |        |
| Inscrits / participation | Inscrits / participation | Inscrits / participation | 2 761        | 45,93        | 2 772       | 47,11       |        |        |

### Rillieux-la-Pape
- Maire sortant : Alexandre Vincendet (LR)
- 35 sièges à pourvoir au conseil municipal (population légale : 31 479 (2022))

| Tête de liste            | Tête de liste            | Liste                    | Premier tour | Premier tour | Sièges |  |
| Tête de liste            | Tête de liste            | Liste                    | Voix         | %            | CM     |  |
| ------------------------ | ------------------------ | ------------------------ | ------------ | ------------ | ------ |  |
|                          | Alexandre Vincendet,     | LR-LC                    | 4 562        | 65,84        | 33     |  |
|                          | Marc Cachard             | PS                       | 1 314        | 18,96        | 3      |  |
|                          | Yves Durieux             | DVG-EÉLV                 | 1 052        | 15,18        | 3      |  |
|                          |                          |                          |              |              |        |  |
| Votes valides            | Votes valides            | Votes valides            | 6 928        | 97,11        |        |  |
| Votes blancs             | Votes blancs             | Votes blancs             | 60           | 0,84         |        |  |
| Votes nuls               | Votes nuls               | Votes nuls               | 146          | 2,05         |        |  |
| Total                    | Total                    | Total                    | 7 134        | 100          | 39     |  |
| Abstention               | Abstention               | Abstention               | 9 543        | 57,22        |        |  |
| Inscrits / participation | Inscrits / participation | Inscrits / participation | 16 677       | 42,78        |        |  |

### Saint-Bonnet-de-Mure
- Maire sortant : Jean-Pierre Jourdain (UDI)
- 29 sièges à pourvoir au conseil municipal (population légale : 6 988 (2022))

### Saint-Cyr-au-Mont-d'Or
- Maire sortant : Marc Grivel (DVD)
- 29 sièges à pourvoir au conseil municipal (population légale : 6 113 (2022))

| Tête de liste            | Tête de liste            | Liste                    | Premier tour | Premier tour | Second tour | Second tour | Sièges |  |
| Tête de liste            | Tête de liste            | Liste                    | Voix         | %            | Voix        | %           | CM     |  |
| ------------------------ | ------------------------ | ------------------------ | ------------ | ------------ | ----------- | ----------- | ------ |  |
|                          | Patrick Guillot          | DVD                      | 792          | 42,33        | 1 117       | 50,20       | 22     |  |
|                          | Christelle Guyot         | DVD                      | 610          | 32,60        | 826         | 37,12       | 5      |  |
|                          | Jacqueline Mantelin-Ruiz | DVG                      | 245          | 13,09        | 282         | 12,67       | 2      |  |
|                          | Gérard Frappier          | DVD                      | 224          | 11,97        | retrait     | retrait     | 0      |  |
|                          |                          |                          |              |              |             |             |        |  |
| Votes valides            | Votes valides            | Votes valides            | 1 871        | 98,89        | 2 225       | 99,07       |        |  |
| Votes blancs             | Votes blancs             | Votes blancs             | 6            | 0,32         | 13          | 0,58        |        |  |
| Votes nuls               | Votes nuls               | Votes nuls               | 15           | 0,79         | 8           | 0,36        |        |  |
| Total                    | Total                    | Total                    | 1 892        | 100          | 2 246       | 100         | 29     |  |
| Abstention               | Abstention               | Abstention               | 2 892        | 60,89        | 2 550       | 53,17       |        |  |
| Inscrits / participation | Inscrits / participation | Inscrits / participation | 4 784        | 39,55        | 4 796       | 46,83       |        |  |

### Saint-Didier-au-Mont-d'Or
- Maire sortant : Denis Bousson (DVD)
- 29 sièges à pourvoir au conseil municipal (population légale : 7 405 (2022))

| Tête de liste            | Tête de liste            | Liste                    | Premier tour | Premier tour | Second tour | Second tour | Sièges |  |
| Tête de liste            | Tête de liste            | Liste                    | Voix         | %            | Voix        | %           | CM     |  |
| ------------------------ | ------------------------ | ------------------------ | ------------ | ------------ | ----------- | ----------- | ------ |  |
|                          | Marie-Hélène Mathieu     | DVD                      | 1 167        | 48,97        | 1 366       | 50,29       | 23     |  |
|                          | Laure Velay              | DVD                      | 858          | 36,00        | 1 017       | 37,44       | 5      |  |
|                          | Ludovic Balmefrezol      | DVG                      | 358          | 15,02        | 333         | 12,26       | 1      |  |
|                          |                          |                          |              |              |             |             |        |  |
| Votes valides            | Votes valides            | Votes valides            | 2 383        | 97,38        | 2 716       | 98,87       |        |  |
| Votes blancs             | Votes blancs             | Votes blancs             | 18           | 0,74         | 19          | 0,69        |        |  |
| Votes nuls               | Votes nuls               | Votes nuls               | 46           | 1,88         | 12          | 0,44        |        |  |
| Total                    | Total                    | Total                    | 2 447        | 100          | 2 747       | 100         | 29     |  |
| Abstention               | Abstention               | Abstention               | 3 411        | 58,23        | 3 041       | 52,54       |        |  |
| Inscrits / participation | Inscrits / participation | Inscrits / participation | 5 858        | 41,77        | 5 788       | 47,46       |        |  |

### Saint-Fons
- Maire sortant : Nathalie Frier (DVD)
- 33 sièges à pourvoir au conseil municipal (population légale : 19 549 (2022))

| Tête de liste            | Tête de liste            | Liste                    | Premier tour | Premier tour | Second tour | Second tour | Sièges |  |
| Tête de liste            | Tête de liste            | Liste                    | Voix         | %            | Voix        | %           | CM     |  |
| ------------------------ | ------------------------ | ------------------------ | ------------ | ------------ | ----------- | ----------- | ------ |  |
|                          | Christian Duchêne        | DVG                      | 762          | 31,86        | 1 123       | 51,67       | 25     |  |
|                          | Michèle Edery            | PS                       | 481          | 20,11        | 1 123       | 51,67       | 25     |  |
|                          | Nathalie Frier,          | LREM                     | 807          | 33,75        | 887         | 40,81       | 7      |  |
|                          | Chafia Zehmoul           | DIV                      | 257          | 10,74        | 163         | 7,50        | 1      |  |
|                          | Christian Prada          | LO                       | 84           | 3,51         |             |             | 0      |  |
|                          |                          |                          |              |              |             |             |        |  |
| Votes valides            | Votes valides            | Votes valides            | 2 391        | 97,12        | 2 173       | 97,49       |        |  |
| Votes blancs             | Votes blancs             | Votes blancs             | 33           | 1,34         | 25          | 1,12        |        |  |
| Votes nuls               | Votes nuls               | Votes nuls               | 38           | 1,54         | 31          | 1,39        |        |  |
| Total                    | Total                    | Total                    | 2 462        | 100          | 2 229       | 100         | 33     |  |
| Abstention               | Abstention               | Abstention               | 6 128        | 71,34        | 6 387       | 74,13       |        |  |
| Inscrits / participation | Inscrits / participation | Inscrits / participation | 8 590        | 28,66        | 8 616       | 25,87       |        |  |

### Saint-Genis-Laval
- Maire sortant : Roland Crimier (LREM)
- 35 sièges à pourvoir au conseil municipal (population légale : 21 329 (2022))

| Tête de liste            | Tête de liste            | Liste                    | Premier tour | Premier tour | Second tour | Second tour | Sièges |  |
| Tête de liste            | Tête de liste            | Liste                    | Voix         | %            | Voix        | %           | CM     |  |
| ------------------------ | ------------------------ | ------------------------ | ------------ | ------------ | ----------- | ----------- | ------ |  |
|                          | Marylène Millet          | DVD                      | 1 788        | 32,32        | 2 518       | 45,07       | 26     |  |
|                          | Roland Crimier,          | LREM                     | 1 957        | 35,37        | 2 075       | 37,14       | 6      |  |
|                          | Éric Perez               | EÉLV                     | 777          | 14,04        | 993         | 17,77       | 3      |  |
|                          | Nejma Redjem             | PS                       | 459          | 8,29         | 993         | 17,77       | 3      |  |
|                          | Yves Crubellier          | RN                       | 551          | 9,96         |             |             | 0      |  |
|                          |                          |                          |              |              |             |             |        |  |
| Votes valides            | Votes valides            | Votes valides            | 5 532        | 97,38        | 5 586       | 98,57       |        |  |
| Votes blancs             | Votes blancs             | Votes blancs             | 33           | 0,58         | 41          | 0,72        |        |  |
| Votes nuls               | Votes nuls               | Votes nuls               | 116          | 2,04         | 40          | 0,71        |        |  |
| Total                    | Total                    | Total                    | 5 681        | 100          | 5 667       | 100         | 35     |  |
| Abstention               | Abstention               | Abstention               | 8 948        | 61,17        | 9 008       | 61,38       |        |  |
| Inscrits / participation | Inscrits / participation | Inscrits / participation | 14 629       | 38,83        | 14 675      | 38,62       |        |  |

### Saint-Genis-les-Ollières
- Maire sortant : Didier Cretenet (DVD)
- 27 sièges à pourvoir au conseil municipal (population légale : 5 370 (2022))

| Tête de liste            | Tête de liste            | Liste                    | Premier tour | Premier tour | Sièges |  |
| Tête de liste            | Tête de liste            | Liste                    | Voix         | %            | CM     |  |
| ------------------------ | ------------------------ | ------------------------ | ------------ | ------------ | ------ |  |
|                          | Didier Cretenet,         | DVD                      | 985          | 64,29        | 23     |  |
|                          | Anne Calendras           | DVG                      | 547          | 35,70        | 4      |  |
|                          |                          |                          |              |              |        |  |
| Votes valides            | Votes valides            | Votes valides            | 1 532        | 96,60        |        |  |
| Votes blancs             | Votes blancs             | Votes blancs             | 30           | 1,89         |        |  |
| Votes nuls               | Votes nuls               | Votes nuls               | 24           | 1,51         |        |  |
| Total                    | Total                    | Total                    | 1 586        | 100          | 27     |  |
| Abstention               | Abstention               | Abstention               | 2 144        | 57,48        |        |  |
| Inscrits / participation | Inscrits / participation | Inscrits / participation | 3 730        | 42,52        |        |  |

### Saint-Georges-de-Reneins
- Maire sortant : Patrick Baghdassarian (DVD)
- 27 sièges à pourvoir au conseil municipal (population légale : 4 533 (2022))

### Saint-Laurent-de-Mure
- Maire sortant : Christiane Guicherd (LR)
- 29 sièges à pourvoir au conseil municipal (population légale : 5 651 (2022))

### Saint-Pierre-de-Chandieu
- Maire sortant : Raphaël Ibanez (DVD)
- 27 sièges à pourvoir au conseil municipal (population légale : 4 588 (2022))

### Saint-Priest
- Maire sortant : Gilles Gascon (LR)
- 43 sièges à pourvoir au conseil municipal (population légale : 49 193 (2022))

|                          | Gilles Gascon            | LR                       | 5 582  | 64,38 | 37 |  |  |  |
|                          | Wafia Zak                | DVG                      | 1 189  | 13,71 | 3  |  |  |  |
|                          | Philippe Rolland         | PS                       | 990    | 11,42 | 2  |  |  |  |
|                          | Izzet Doganel            | LREM                     | 724    | 8,35  | 1  |  |  |  |
|                          | Jean-Charles Fagnou      | LO                       | 185    | 2,13  | 0  |  |  |  |
|                          |                          |                          |        |       |    |  |  |  |
| Votes valides            | Votes valides            | Votes valides            | 8 670  | 95,66 |    |  |  |  |
| Votes blancs             | Votes blancs             | Votes blancs             | 166    | 1,83  |    |  |  |  |
| Votes nuls               | Votes nuls               | Votes nuls               | 227    | 2,50  |    |  |  |  |
| Total                    | Total                    | Total                    | 9 063  | 100   | 43 |  |  |  |
| Abstention               | Abstention               | Abstention               | 19 617 | 68,40 |    |  |  |  |
| Inscrits / participation | Inscrits / participation | Inscrits / participation | 28 680 | 31,60 |    |  |  |  |

### Saint-Symphorien-d'Ozon
- Maire sortant : Pierre Ballesio (LR)
- 29 sièges à pourvoir au conseil municipal (population légale : 6 076 (2022))

|             | Pierre Ballesio* | DVD         | 1 097 | 59,36  | 23 | 6 |  |  |
|             | Arnaud Deleu     | SE          | 751   | 40,63  | 6  | 1 |  |  |
|             |                  |             |       |        |    |   |  |  |
| Inscrits    | Inscrits         | Inscrits    | 4 008 | 100,00 |    |   |  |  |
| Abstentions | Abstentions      | Abstentions | 2 133 | 53.22  |    |   |  |  |
| Votants     | Votants          | Votants     | 1 875 | 46.78  |    |   |  |  |
| Blancs      | Blancs           | Blancs      | 11    | 0,59   |    |   |  |  |
| Nuls        | Nuls             | Nuls        | 16    | 0,85   |    |   |  |  |
| Exprimés    | Exprimés         | Exprimés    | 1 848 | 98.56  |    |   |  |  |

### Saint-Symphorien-sur-Coise
- Maire sortant : Jérôme Banino (DVD)
- 27 sièges à pourvoir au conseil municipal (population légale : 3 749 (2022))

### Sainte-Foy-lès-Lyon
- Maire sortant : Véronique Sarselli (LR)
- 35 sièges à pourvoir au conseil municipal (population légale : 21 893 (2022))

| Tête de liste            | Tête de liste            | Liste                    | Premier tour | Premier tour | Sièges |  |
| Tête de liste            | Tête de liste            | Liste                    | Voix         | %            | CM     |  |
| ------------------------ | ------------------------ | ------------------------ | ------------ | ------------ | ------ |  |
|                          | Véronique Sarselli       | LR-LC                    | 3 402        | 53,80        | 27     |  |
|                          | Yvette Lathuilière       | EÉLV-DVG                 | 1 506        | 23,81        | 4      |  |
|                          | Philippe Schmidt         | LREM-MoDem-UDI           | 1 029        | 16,27        | 3      |  |
|                          | Muriel Coativy           | RN-DVD                   | 386          | 6,10         | 1      |  |
|                          |                          |                          |              |              |        |  |
| Votes valides            | Votes valides            | Votes valides            | 6 323        | 97,67        |        |  |
| Votes blancs             | Votes blancs             | Votes blancs             | 38           | 0,59         |        |  |
| Votes nuls               | Votes nuls               | Votes nuls               | 113          | 1,75         |        |  |
| Total                    | Total                    | Total                    | 6 474        | 100          | 35     |  |
| Abstention               | Abstention               | Abstention               | 8 732        | 57,42        |        |  |
| Inscrits / participation | Inscrits / participation | Inscrits / participation | 15 206       | 42,58        |        |  |

### Sathonay-Camp
- Maire sortant : Pierre Abadie (DVD)
- 29 sièges à pourvoir au conseil municipal (population légale : 7 039 (2022))

| Tête de liste            | Tête de liste            | Liste                    | Premier tour | Premier tour | Second tour | Second tour | Sièges |  |
| Tête de liste            | Tête de liste            | Liste                    | Voix         | %            | Voix        | %           | CM     |  |
| ------------------------ | ------------------------ | ------------------------ | ------------ | ------------ | ----------- | ----------- | ------ |  |
|                          | Bernard Dupont           | DVD                      | 645          | 40,66        | 754         | 48,67       | 7      |  |
|                          | Damien Monnier           | DVD                      | 560          | 35,30        | 795         | 51,32       | 22     |  |
|                          | Anne Perrut              | DVD                      | 381          | 24,02        | 795         | 51,32       | 22     |  |
|                          |                          |                          |              |              |             |             |        |  |
| Votes valides            | Votes valides            | Votes valides            | 1 586        | 98,39        | 1 549       | 98,41       |        |  |
| Votes blancs             | Votes blancs             | Votes blancs             | 10           | 0,62         | 9           | 0,57        |        |  |
| Votes nuls               | Votes nuls               | Votes nuls               | 16           | 0,99         | 16          | 1,02        |        |  |
| Total                    | Total                    | Total                    | 1 612        | 100          | 1 574       | 100         | 29     |  |
| Abstention               | Abstention               | Abstention               | 2 210        | 57,82        | 2 253       | 58,87       |        |  |
| Inscrits / participation | Inscrits / participation | Inscrits / participation | 3 822        | 42,18        | 3 827       | 41,13       |        |  |

### Soucieu-en-Jarrest
- Maire sortant : Bernard Chatain (SE)
- 27 sièges à pourvoir au conseil municipal (population légale : 4 652 (2022))

|                          | Arnaud Savoie            | DVC                      | 872   | 55,96 | 21 | 4 |  |  |
|                          | Bernard Chatain          | DVC                      | 686   | 44,03 | 6  | 1 |  |  |
|                          |                          |                          |       |       |    |   |  |  |
| Votes valides            | Votes valides            | Votes valides            | 1 558 | 98,48 |    |   |  |  |
| Votes blancs             | Votes blancs             | Votes blancs             | 13    | 0,82  |    |   |  |  |
| Votes nuls               | Votes nuls               | Votes nuls               | 11    | 0,70  |    |   |  |  |
| Total                    | Total                    | Total                    | 1 582 | 100   | 27 | 5 |  |  |
| Abstention               | Abstention               | Abstention               | 1 768 | 52,78 |    |   |  |  |
| Inscrits / participation | Inscrits / participation | Inscrits / participation | 3 350 | 47,22 |    |   |  |  |

### Tarare
- Maire sortant : Bruno Peylachon (LR)
- 33 sièges à pourvoir au conseil municipal (population légale : 10 881 (2022))

| Tête de liste            | Tête de liste            | Liste                    | Premier tour | Premier tour | Sièges | Sièges |
| Tête de liste            | Tête de liste            | Liste                    | Voix         | %            | CM     | CC     |
| ------------------------ | ------------------------ | ------------------------ | ------------ | ------------ | ------ | ------ |
|                          | Bruno Peylachon          | LR                       | 2 449        | 71,79        | 29     | 12     |
|                          | Slim Mazni               | PS                       | 962          | 28,20        | 4      | 1      |
|                          |                          |                          |              |              |        |        |
| Votes valides            | Votes valides            | Votes valides            | 3 411        | 98,13        |        |        |
| Votes blancs             | Votes blancs             | Votes blancs             | 27           | 0,78         |        |        |
| Votes nuls               | Votes nuls               | Votes nuls               | 38           | 1,09         |        |        |
| Total                    | Total                    | Total                    | 3 476        | 100          | 33     | 13     |
| Abstention               | Abstention               | Abstention               | 3 154        | 47,57        |        |        |
| Inscrits / participation | Inscrits / participation | Inscrits / participation | 6 630        | 52,43        |        |        |

### Tassin-la-Demi-Lune
- Maire sortant : Pascal Charmot (LR)
- 35 sièges à pourvoir au conseil municipal (population légale : 22 819 (2022))

| Tête de liste            | Tête de liste            | Liste                    | Premier tour | Premier tour | Sièges |  |
| Tête de liste            | Tête de liste            | Liste                    | Voix         | %            | CM     |  |
| ------------------------ | ------------------------ | ------------------------ | ------------ | ------------ | ------ |  |
|                          | Pascal Charmot,          | LR                       | 2 797        | 52,23        | 27     |  |
|                          | Julien Ranc              | LREM-MoDem               | 2 558        | 47,76        | 8      |  |
|                          |                          |                          |              |              |        |  |
| Votes valides            | Votes valides            | Votes valides            | 5 355        | 95,61        |        |  |
| Votes blancs             | Votes blancs             | Votes blancs             | 145          | 2,59         |        |  |
| Votes nuls               | Votes nuls               | Votes nuls               | 101          | 1,80         |        |  |
| Total                    | Total                    | Total                    | 5 601        | 100          | 35     |  |
| Abstention               | Abstention               | Abstention               | 9 030        | 61,72        |        |  |
| Inscrits / participation | Inscrits / participation | Inscrits / participation | 14 631       | 38,28        |        |  |

### Ternay
- Maire sortant : Jean-Jacques Brun (LR)
- 29 sièges à pourvoir au conseil municipal (population légale : 5 582 (2022))

| Tête de liste            | Tête de liste            | Liste                    | Premier tour | Premier tour | Sièges | Sièges |
| Tête de liste            | Tête de liste            | Liste                    | Voix         | %            | CM     | CC     |
| ------------------------ | ------------------------ | ------------------------ | ------------ | ------------ | ------ | ------ |
|                          | Mattia Scotti            | DIV                      | 923          | 100          | 29     | 6      |
|                          |                          |                          |              |              |        |        |
| Votes valides            | Votes valides            | Votes valides            | 923          | 97,14        |        |        |
| Votes blancs             | Votes blancs             | Votes blancs             | 68           | 1,80         |        |        |
| Votes nuls               | Votes nuls               | Votes nuls               | 40           | 1,06         |        |        |
| Total                    | Total                    | Total                    | 1 031        | 100          | 29     | 6      |
| Abstention               | Abstention               | Abstention               | 2 746        | 72,70        |        |        |
| Inscrits / Participation | Inscrits / Participation | Inscrits / Participation | 3 777        | 27,30        |        |        |
|                          |                          |                          |              |              |        |        |

### Thizy-les-Bourgs
- Maire sortant : Martin Sotton (MoDem)
- 29 sièges à pourvoir au conseil municipal (population légale : 5 794 (2022))

| Tête de liste            | Tête de liste            | Liste                    | Premier tour | Premier tour | Sièges | Sièges |
| Tête de liste            | Tête de liste            | Liste                    | Voix         | %            | CM     | CC     |
| ------------------------ | ------------------------ | ------------------------ | ------------ | ------------ | ------ | ------ |
|                          | Martin Sotton            | MoDem                    | 1 162        | 72,80        | 25     | 6      |
|                          | Anne Reymbaud            | DVG (PS-EELV)            | 434          | 27,19        | 4      | 1      |
|                          |                          |                          |              |              |        |        |
| Votes valides            | Votes valides            | Votes valides            | 1 596        | 94,57        |        |        |
| Votes blancs             | Votes blancs             | Votes blancs             | 26           | 1,56         |        |        |
| Votes nuls               | Votes nuls               | Votes nuls               | 48           | 2,87         |        |        |
| Total                    | Total                    | Total                    | 1 670        | 100          | 29     | 7      |
| Abstention               | Abstention               | Abstention               | 2 228        | 57,16        |        |        |
| Inscrits / participation | Inscrits / participation | Inscrits / participation | 3 898        | 42,84        |        |        |

### Val d'Oingt
- Maire sortant : Paul Périgeat (DVD)
- 27 sièges à pourvoir au conseil municipal (population légale : 4 143 (2022))

### Vaugneray
- Maire sortant : Daniel Jullien (UDI)
- 29 sièges à pourvoir au conseil municipal (population légale : 6 198 (2022))

### Vaulx-en-Velin
- Maire sortante : Hélène Geoffroy (PS)
- 43 sièges à pourvoir au conseil municipal (population légale : 52 448 (2022))

| Tête de liste            | Tête de liste            | Liste                    | Premier tour | Premier tour | Second tour | Second tour | Sièges |  |
| Tête de liste            | Tête de liste            | Liste                    | Voix         | %            | Voix        | %           | CM     |  |
| ------------------------ | ------------------------ | ------------------------ | ------------ | ------------ | ----------- | ----------- | ------ |  |
|                          | Hélène Geoffroy,         | PS - LREM                | 2 401        | 40,38        | 2 454       | 44,30       | 32     |  |
|                          | Nordine Gasmi            | DVG                      | 847          | 14,24        | 1 443       | 26,05       | 6      |  |
|                          | Stéphane Bertin          | DIV                      | 613          | 10,30        | 776         | 14,00       | 3      |  |
|                          | Sacha Forca              | DVD                      | 429          | 7,21         | 776         | 14,00       | 3      |  |
|                          | Richard Marion           | ECO                      | 623          | 10,47        | 444         | 8,01        | 1      |  |
|                          | Ange Vidal               | PCF-LFI-E!-G.s           | 720          | 12,10        | 422         | 7,61        | 1      |  |
|                          | Nadir Fara               | DIV                      | 174          | 2,92         |             |             | 0      |  |
|                          | Thomas Spreux            | LO                       | 139          | 2,33         | 0           |             |        |  |
|                          |                          |                          |              |              |             |             |        |  |
| Votes valides            | Votes valides            | Votes valides            | 5 946        | 96,65        | 5 539       | 97,47       |        |  |
| Votes blancs             | Votes blancs             | Votes blancs             | 88           | 1,43         | 77          | 1,35        |        |  |
| Votes nuls               | Votes nuls               | Votes nuls               | 118          | 1,92         | 67          | 1,18        |        |  |
| Total                    | Total                    | Total                    | 6 152        | 100          | 5 683       | 100         | 43     |  |
| Abstention               | Abstention               | Abstention               | 17 310       | 73,78        | 17 918      | 75,92       |        |  |
| Inscrits / participation | Inscrits / participation | Inscrits / participation | 23 462       | 26,22        | 23 601      | 24,08       |        |  |

### Vénissieux
- Maire sortant : Michèle Picard (PCF)
- 49 sièges à pourvoir au conseil municipal (population légale : 66 701 (2022))

| Tête de liste            | Tête de liste            | Liste                    | Premier tour | Premier tour | Second tour | Second tour | Sièges | Sièges |
| Tête de liste            | Tête de liste            | Liste                    | Voix         | %            | Voix        | %           | CM     |        |
| ------------------------ | ------------------------ | ------------------------ | ------------ | ------------ | ----------- | ----------- | ------ | ------ |
|                          | Michèle Picard,          | PCF-PS-LFI-PRG-GRS-G.s   | 2 330        | 28,37        | 2 945       | 40,02       | 35     |        |
|                          | Yves Blein               | LREM-UDI                 | 1 736        | 21,14        | 2 617       | 35,56       | 9      |        |
|                          | Christophe Girard        | LR                       | 1 177        | 14,33        | 1 231       | 16,73       | 4      |        |
|                          | Damien Monchau           | RN                       | 832          | 10,13        | 565         | 7,67        | 1      |        |
|                          | Sandrine Perrier         | EÉLV                     | 844          | 10,27        | retrait     | retrait     | 0      |        |
|                          | Pascal Dureau            | DVG                      | 730          | 8,89         |             |             | 0      |        |
|                          | Yalcin Ayvali            | SE                       | 422          | 5,13         | 0           |             |        |        |
|                          | Marie-Christine Seemann  | LO                       | 140          | 1,70         | 0           |             |        |        |
|                          |                          |                          |              |              |             |             |        |        |
| Votes valides            | Votes valides            | Votes valides            | 8 211        | 96,52        | 7 358       | 96,61       |        |        |
| Votes blancs             | Votes blancs             | Votes blancs             | 78           | 0,92         | 121         | 1,59        |        |        |
| Votes nuls               | Votes nuls               | Votes nuls               | 218          | 2,56         | 137         | 1,80        |        |        |
| Total                    | Total                    | Total                    | 8 507        | 100          | 7 616       | 100         | 49     |        |
| Abstention               | Abstention               | Abstention               | 21 095       | 71,26        | 22 141      | 74,41       |        |        |
| Inscrits / participation | Inscrits / participation | Inscrits / participation | 29 602       | 28,74        | 29 757      | 25,59       |        |        |

### Vernaison
- Maire sortant : André Vaganay (UDI)
- 27 sièges à pourvoir au conseil municipal (population légale : 5 175 (2022))

### Villefranche-sur-Saône
- Maire sortant : Thomas Ravier (UDI)
- 39 sièges à pourvoir au conseil municipal (population légale : 36 224 (2022))

|                          | Thomas Ravier            | DVD-UDI-LC               | 3 484  | 66,50 | 33 | 23 |  |  |
|                          | Danielle Lebail          | PS-PCF-LFI-G.s-PRG       | 1 024  | 19,54 | 4  | 2  |  |  |
|                          | Denis Chaumat            | LREM                     | 731    | 13,95 | 2  | 2  |  |  |
|                          |                          |                          |        |       |    |    |  |  |
| Votes valides            | Votes valides            | Votes valides            | 5 239  | 97,32 |    |    |  |  |
| Votes blancs             | Votes blancs             | Votes blancs             | 71     | 1,32  |    |    |  |  |
| Votes nuls               | Votes nuls               | Votes nuls               | 73     | 1,36  |    |    |  |  |
| Total                    | Total                    | Total                    | 5 383  | 100   | 39 | 27 |  |  |
| Abstention               | Abstention               | Abstention               | 13 315 | 71,21 |    |    |  |  |
| Inscrits / participation | Inscrits / participation | Inscrits / participation | 18 698 | 28,79 |    |    |  |  |

### Villeurbanne
- Maire sortant : Jean-Paul Bret (PS)
- 55 sièges à pourvoir au conseil municipal (population légale : 162 207 (2022))

| Tête de liste            | Tête de liste            | Liste                    | Premier tour | Premier tour | Second tour | Second tour | Sièges | Sièges |
| Tête de liste            | Tête de liste            | Liste                    | Voix         | %            | Voix        | %           | CM     |        |
| ------------------------ | ------------------------ | ------------------------ | ------------ | ------------ | ----------- | ----------- | ------ | ------ |
|                          | Cédric Van Styvendael    | PS-PCF-LFI-PP-G.s-E!     | 8 244        | 33,29        | 14 115      | 70,37       | 47     |        |
|                          | Béatrice Vessiller       | EÉLV                     | 6 804        | 27,48        | 14 115      | 70,37       | 47     |        |
|                          | Prosper Kabalo           | LREM                     | 3 691        | 14,90        | 5 941       | 29,62       | 8      |        |
|                          | Thibaut Garnier          | RN                       | 1 889        | 7,62         |             |             | 0      |        |
|                          | Emmanuelle Haziza        | DVC                      | 1 802        | 7,27         | 0           |             |        |        |
|                          | Clément Charlieu         | LR                       | 1 154        | 4,66         | 0           |             |        |        |
|                          | Hervé Morel              | DVG                      | 812          | 3,27         | 0           |             |        |        |
|                          | Nadia Bouhami            | LO                       | 363          | 1,46         | 0           |             |        |        |
|                          |                          |                          |              |              |             |             |        |        |
| Votes valides            | Votes valides            | Votes valides            | 24 759       | 96,72        | 20 056      | 95,84       |        |        |
| Votes blancs             | Votes blancs             | Votes blancs             | 206          | 0,80         | 508         | 2,43        |        |        |
| Votes nuls               | Votes nuls               | Votes nuls               | 634          | 2,48         | 363         | 1,73        |        |        |
| Total                    | Total                    | Total                    | 25 599       | 100          | 20 927      | 100         | 55     |        |
| Abstention               | Abstention               | Abstention               | 58 379       | 69,52        | 63 153      | 75,11       |        |        |
| Inscrits / participation | Inscrits / participation | Inscrits / participation | 83 978       | 30,48        | 84 080      | 24,89       |        |        |

### Vindry-sur-Turdine
- Maire sortant :Jacques Nové (DVD)
- 33 sièges à pourvoir au conseil municipal (population légale : 5 283 (2022))